# Storia di Sulmona
(Ovidio, Tristia, libro IV, 10)

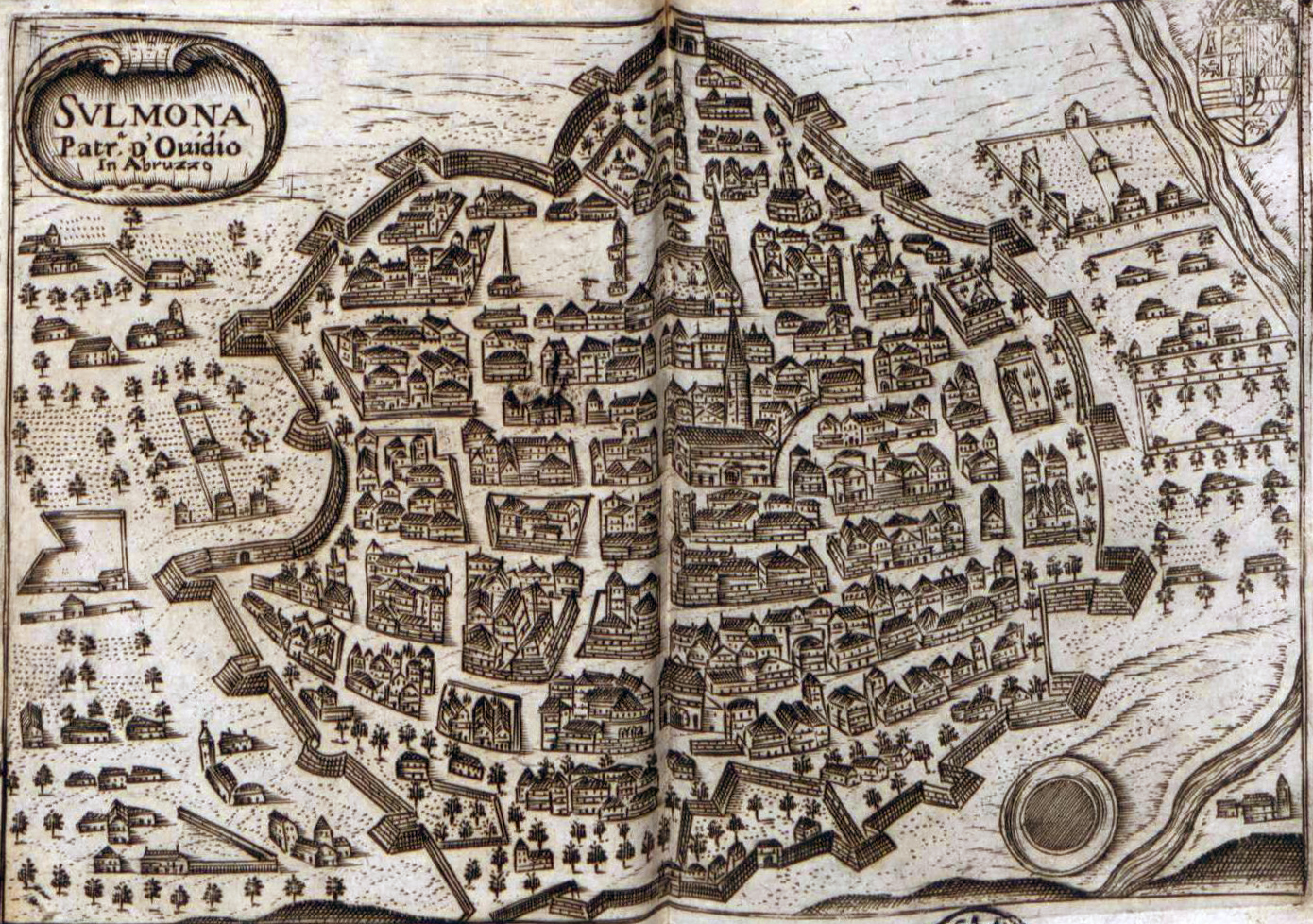
Carta di Sulmona, di Franz Schott,1647

La storia di Sulmona copre un vasto arco temporale, dalle origini neolitico-italiche dalla rifondazione dei Peligni, dallo sviluppo nell'epoca romana alla decadenza medievale, dalla rinascita del prestigio grazie a Federico II di Svevia la fece diventare capitale del "Giustizierato d'Abruzzo" al pieno Rinascimento, quando fu nominata "Siena degli Abruzzi", e fino al disastroso terremoto del 1706 e al successivo sviluppo nel secondo '800 fino ad oggi.

## Prime notizie
(Ovidio, Fasti, libro IV, 78-81)

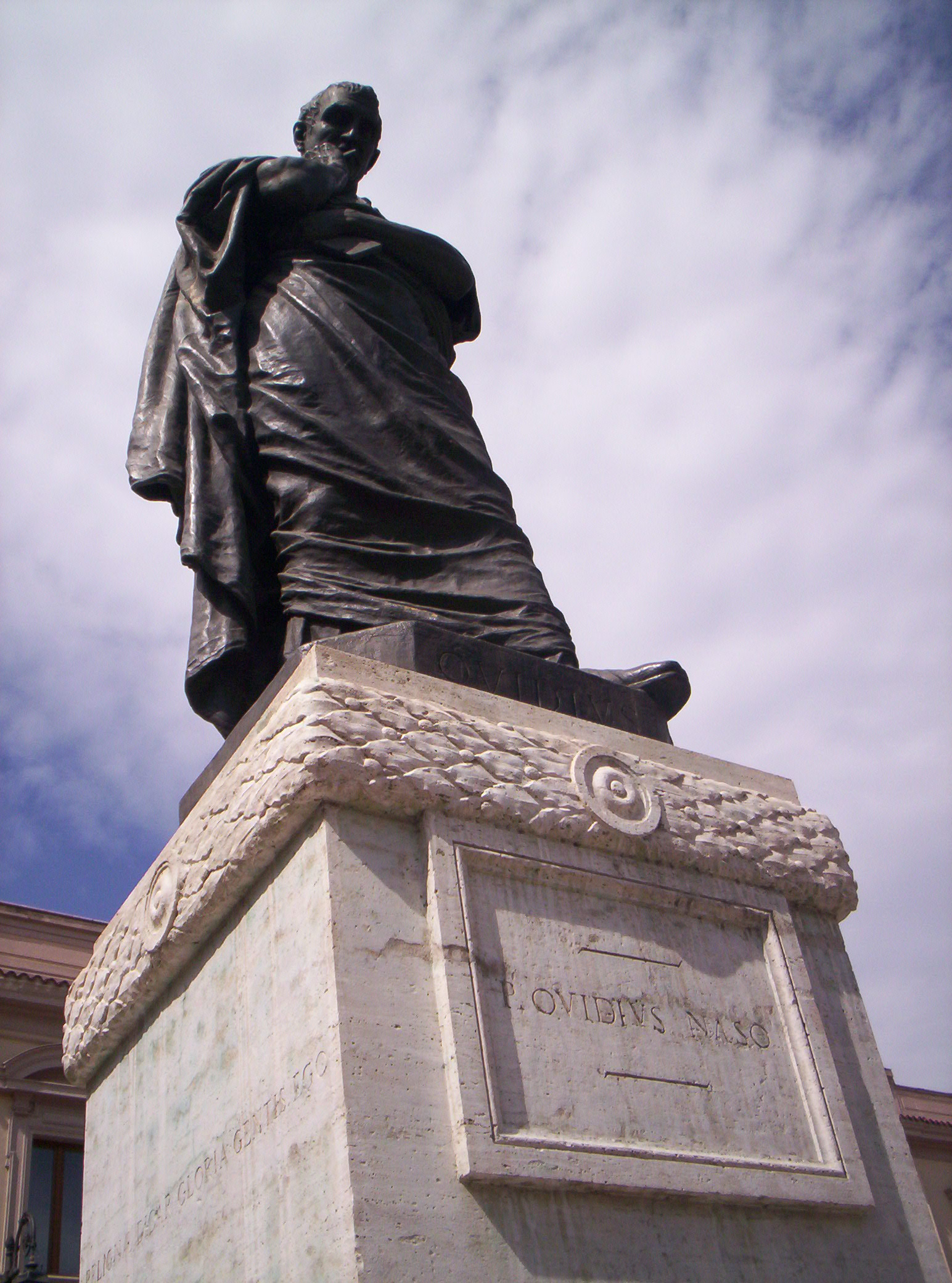
Statua di Ovidio (1925) presso Piazza XX Settembre

Non si hanno precise notizie sulla fondazione della città, fatto sta che il poeta Ovidio nel IV libro dei Fasti parla della mitica fondazione della città da parte di Solimo, compagno d'armi di Enea, che costruì la città nel 1100 a.C. circa (ossia poco dopo il 1166 a.C., ipotetica data della distruzione di Troia, e della marcia di Enea verso l'Italia), e su questo è concorde anche lo storico sulmontino Enrico De Matteis. Il mito di Solimo è riportato anche da Silio Italico nei Punica. Tuttavia Solimo è un personaggio mitico, e non ci si può fidare completamente dei racconti di Ovidio e Silio Italico, anche perché la leggenda del fondatore Solimo è presente anche a Lanciano (Chieti), ossia la città di Anxa sarebbe stata fondata 2000 anni prima di Cristo dal compagno di Enea. Le uniche certezze si hanno nel momento in cui gli Italici conquistarono e colonizzarono il Sannio abruzzese, stabilendosi anche nell'area della conca Peligna, dove prima nella Preistoria esisteva un lago, poi prosciugato. Nella vasta piana attorniata dalle montagne, venne fondata la città nel luogo dove oggi sorge l'impianto urbano medievale-barocco, che divenne capitale dei Peligni, e siamo intorno al IV secolo a.C., quando la città è in pieno sviluppo e viene citata anche nelle tarde testimonianze (almeno 2 secoli più tardi) dagli storici romani, tra i quali Tito Livio (I secolo a.C.), in riferimento ai primi scontri con Roma e poi alle grandi battaglie delle guerre sannitiche.
Secondo Sesto Pompeo Festo, le origini di Sulmona risalirebbero ai Liburni, i quali per mezzo di Pelico Nipote, conquistando le contrade presso il territorio sotto il Morrone, avrebbero creato il nome di questa zona. Invece secondo i pareri più accettati, Ovidio compreso, gli Italici giunsero nel territorio sulmonese con la discesa dei Sabini che dopo aver sconfitto gli Umbri essendosi consacrati a Marte, iniziarono il pellegrinaggio del "ver sacrum", facendosi guidare da un Toro.
Immediatamente la città, attraversata dalla via Corfinium-Aequum Tuticum, divenne un punto strategico lungo il passaggio della vicina via Tiburtina-Valeria che da Aterno (Pescara) portava a Roma passando attraverso la forca di Koukulon (Cocullo) nella Marsica, attraverso i Monti Carseolani, fino a Tivoli. Tale percorso viene citato anche da Strabone.

### Epoca italica: i Peligni

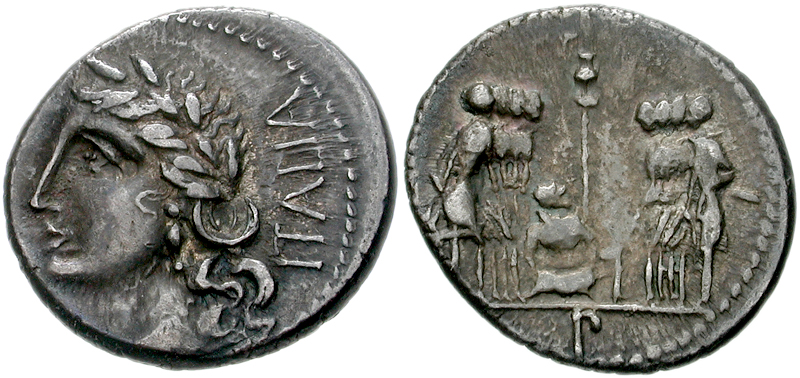
Moneta coniata a Corfinio durante la guerra sociale, con l'immagine simbolica dell'Italia

Nella valle Peligna i principali centri erano Sulmona, Corfinium e Superaequum (Castelvecchio Subequo-Castel di Ieri), e Tito Livio parla per la prima volta della città quando vi stazionò Annibale durante la seconda guerra punica, per arrivare a Partenope passando per l'Abruzzo. Immediatamente i Peligni si guadagnarono la nomea di fortissimorum virorum Marsorum, dato che erano in contatto con quest'altra tribù; in seguito divennero confederati della Repubblica, insieme agli altri Italici
Nel III secolo a.C. si combatterono le tre guerre sannitiche, ma Sulmona non fu teatro degli scontri. Lo divenne nel 90 a.C., quando la vicina città di Corfinium fu scelta come luogo simbolo della "lega italica", resistenza degli Italici contro Roma; divenne la capitale di un nuovo stato chiamato "Italia" (dal nome osco Viteliù). In quest'anno scoppiò la guerra sociale contro Silla, poiché il senato romano non aveva concesso la cittadinanza agli Italici e agli Etruschi, nonostante questi popoli da anni fossero costretti a pagare dazi e a fornire uomini per l'esercito dell'Urbe. Nell'89 le sorti della guerra andarono a vantaggio dei Romani, ma i tribuni Papirio e Plauzio reputarono che sarebbe stato prudente concedere la cittadinanza, ed i Peligni furono ascritti alla tribù Sergia. Tuttavia in questo momento storico c'è una controversia tra gli storici tardi, come dimostra anche Panfilo Serafini, se Sulmona in questo periodo sarebbe stata distrutta completamente da Silla, poiché nella guerra tra il dittatore e Caio Mario i soldati sulmonesi presero le parti di quest'ultimo. Serafini sostiene che la Sulmona distrutta, di cui parlava anche lo storico romano Floro, non fosse quella abruzzese, ma una città con nome simile posta tra Castro dei Volsci e Velletri. Silla non avrebbe distrutto una città così grande e popolosa, utile per scopi economici. La città inoltre era anche molto fedele a Gneo Pompeo, che combatté nella guerra tra Silla e Mario; ma i capi del partito Luerezio e Azio che governavano la città, impedivano qualsiasi ribellione dei sulmonesi all'esercito pompeiano. Lo stesso Giulio Cesare nel De bello civili ricorda che quando spedì Marco Antonio in città con l'VIII Legione, i sulmonesi aprirono calorosamente le porte, mentre Azio e Leuterio si suicidavano per non finire prigionieri.
Dunque in questo periodo molto teso, durante la guerra sociale, alcune città italiche si fecero corrompere dall'oro romano per non essere distrutte e saccheggiate, me così fece anche Sulmona. Al contrario Corfinio fu la roccaforte degli ultimi guerrieri italici che desideravano la libertà, e fu espugnata l'anno seguente e distrutta, con lo sfregio del cambiamento del nome in Pentima, poi Valva, dal nome del contado circostante.

## Periodo romano

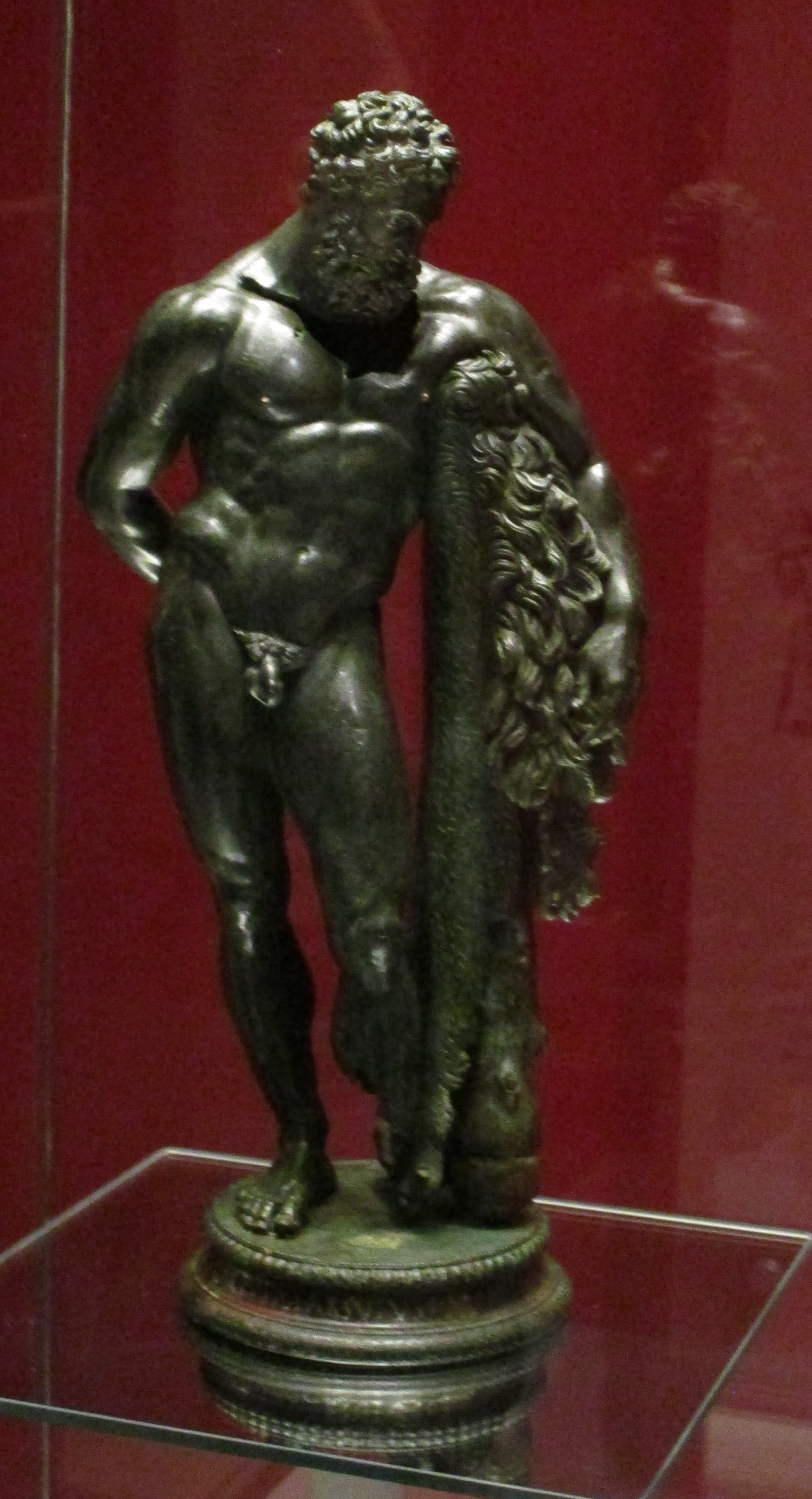
Statuetta di Ercole a riposo, rinvenuta nell'area del santuario di Ercole Curino

Nel I secolo a.C. a Sulmona nacque il famoso poeta Publio Ovidio Nasone, della gens dei Nasoni, che dette notevole fama e prestigio alla città di provincia, tanto che ancora nei secoli successivi e nei giorni nostri, perfino nello stemma civico, si ricorrerà al famoso verso dei Tristia "Sulmo mihi patria est", abbreviato in SMPE. Si tratta di un simbolo d'orgoglio del poeta, accolto anche dalle generazioni successivi di sulmonesi. Di Ovidio non si conserva molto nella città, e non si riesce a definire con precisione la presenza di due edifici del I secolo a.C. presenti in città, ossia una cosiddetta "villa di Ovidio" presso Fonte d'Amore, o la presenza di una casa patrizia, o di un sepolcro, presso la chiesa di Santa Maria della Tomba, il cui nome lascia intendere la fondazione del tempio cristiano sopra una preesistente costruzione.
Da qui il problema dei reperti antichi riaffiorati in determinati punti della città: a causa delle varie ricostruzioni, anche per causa dei terremoti, la città di Sulmona dentro le mura conserva poco del patrimonio romano, se non alcuni mosaici pavimentali conservati nel Museo civico della Santissima Annunziata, insieme ad oggetti domestici, utensili vari eccetera. Reperti ritrovati fuori Porta Romana lasciano intendere che la città, riedificata nel I secolo secondo gli schemi romani, si estendesse fuori le mura, e che per mezzo della via Corfinium-Aequum Tuticum che la attraversava, si ricollegasse alla via Tiburtina Valeria in direzione della Marsica o del mare Adriatico. L'antico perimetro urbano del castrum romano è ancora oggi ben visibile, composto di assi ortogonali, a differenza delle strade storte e sinuose dei borghi edificati attorno alla primitiva cerchia muraria nel XIV secolo. Il perimetro murario era compreso più o meno tra Via discesa Porta Romana e via Circonvallazione Orientale a nord, poi andando verso ovest, via Giovanni Quatrario, via Porta Molina, via Panfilo Mazara, Corso Ovidio, vicolo del Vecchio, via Morrone, via Vella, Circonvallazione Orientale. Il cardo maximus era il Corso Ovidio, e il Di Pietro precisa come comprendesse i sestieri di Porta Iapasseri, Porta Bonomini, Porta Filiamabili, Borgo San Panfilo, Porta Romana, Porta Molina e Sestiere Porta Manaresca.
La villa di Ovidio, alle pendici del Monte Morrone, è in opus reticulatum, tipica del I secolo d.C., un muraglione lungo 70 metri, alto 8 e formato con 12 zone sovrapposte. La leggenda vuole che la villa appartenesse ad Ovidio in ricordo dei carmi che il poeta da giovane dedicava a Corinna, presso la cosiddetta "Fonte d'Amore", ancora oggi esistente, e decorata da un'iscrizione che fa riferimento all'opera ovidiana. I pavimenti musivi dentro le mura sono riaffiorati presso le case di via Sardi, via Umberto I, via Quatrario, via Regina Elena (1912). Un sensazionale contributo alla riscoperta delle proprie radici italiche, fu dato nella metà dell'800 anche dall'archeologico locale Antonio De Nino, che scoprì vari siti nella zona Peligna, ma anche presso la Marsica, nella valle Subequana e nella zona dell'antica Aufidena di Alfedena, cuore dei Sanniti. Il più importante monumento archeologico ancora oggi abbastanza intatto e leggibile è il santuario di Ercole Curino alle pendici del Morrone, sotto l'eremo di Sant'Onofrio al Morrone. Negli scavi sono leggibili l'area circondata dal perimetro murario, il luogo delle preghiere e dei sacrifici, e il tempietto vero e proprio con decorazioni a mosaico. Una statuetta bronzea di Ercole a riposo è stata trasferita nel Museo Archeologico Nazionale d'Abruzzo a Chieti.
Nel 147-148 d.C., come testimonia una moneta di Antonino Pio, avvenne nella vallata un terremoto.

## Medioevo

### Origini del cristianesimo

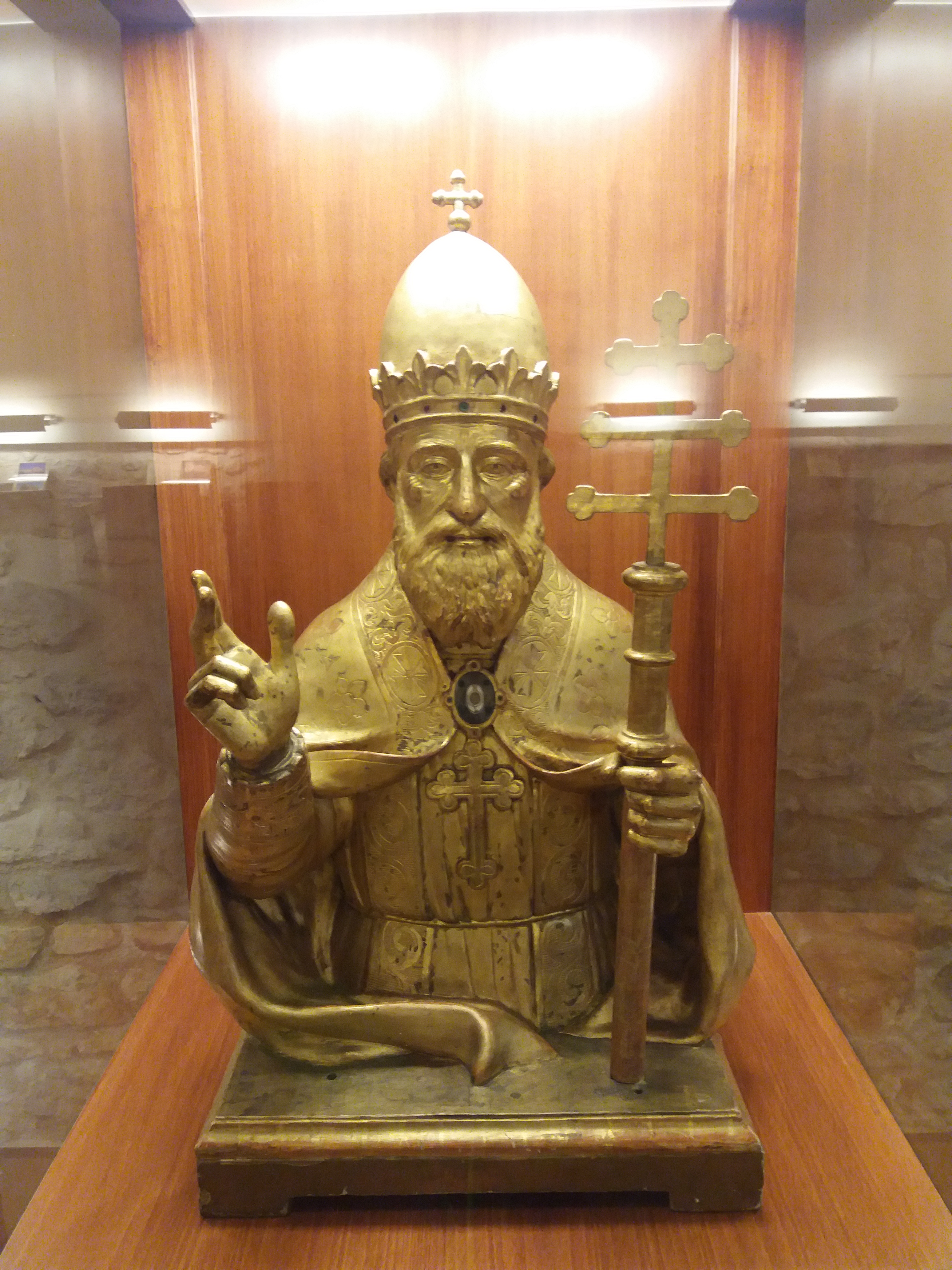
Busto votivo di Panfilo di Sulmona conservato nella Cattedrale

La città romana, benché oggi scomparsa, godette di grande prestigio a partire dal governo dell'imperatore Augusto, e sebbene l'architettura non lo dimostri, ci sono vari reperti, come le varie statuette, le lapidi, i bassorilievi, e appunto la statua di Ercole a riposo, che segna l'apice dell'arte scultorea locale nell'epoca imperiale. Nel III secolo d.C. la città, come tutto l'impero, iniziò a decadere, e in questo periodo iniziò ad affermarsi il cristianesimo. Il vescovo San Feliciano di Foligno è documentato nel 237 in città, e ciò è testimoniato anche dalla festa patronale del vicino comune di Introdacqua, di cui il santo è patrono insieme a Sant'Antonio di Padova. Tuttavia il cristianesimo in città penetrò molto tempo prima, come testimonia una lapide dedicata al neofita "Petieio Habentio" di 23 anni, recante il monogramma di Cristo, risalente alla fine del II secolo. Alcuni affermano che San Feliciano fondò la diocesi, istituendo la cattedrale episcopale presso la chiesa di Sant'Andrea (oggi scomparsa), m l'affermazione non regge. Infatti questa chiesa che sorgeva presso Porta Romana, fu edificata nel XII secolo, e benché andò distrutta nel 1706, di essa si conserva una lanterna di questo periodo, dapprima posta in via Quatrario, e oggi conservata nel Museo civico.
L'evangelizzazione in città continuò con Panfilo di Sulmona e Pelino di Brindisi, rispettivi santi per cui furono edificate a Sulmona la Cattedrale di San Panfilo, e a Corfinio la Basilica Valvense, entrambe sedi della diocesi. San Panfilo visse tra il 600 e il 700 d.C., figlio di un pagano che lo ripudiò quando si convertì al cristianesimo. La leggenda vuole che in occasione della fondazione della diocesi, Panfilo fosse sottoposto da Dio a una prova: scendere da un carro a ridosso di un dirupo. L'impresa era impossibile, e il carro rischiava di precipitare, ma gli angeli apparvero in cielo e gli zoccoli dei buoi e le ruote affondarono nel terreno, conducendo lentamente Panfilo sano e slavo a valle.

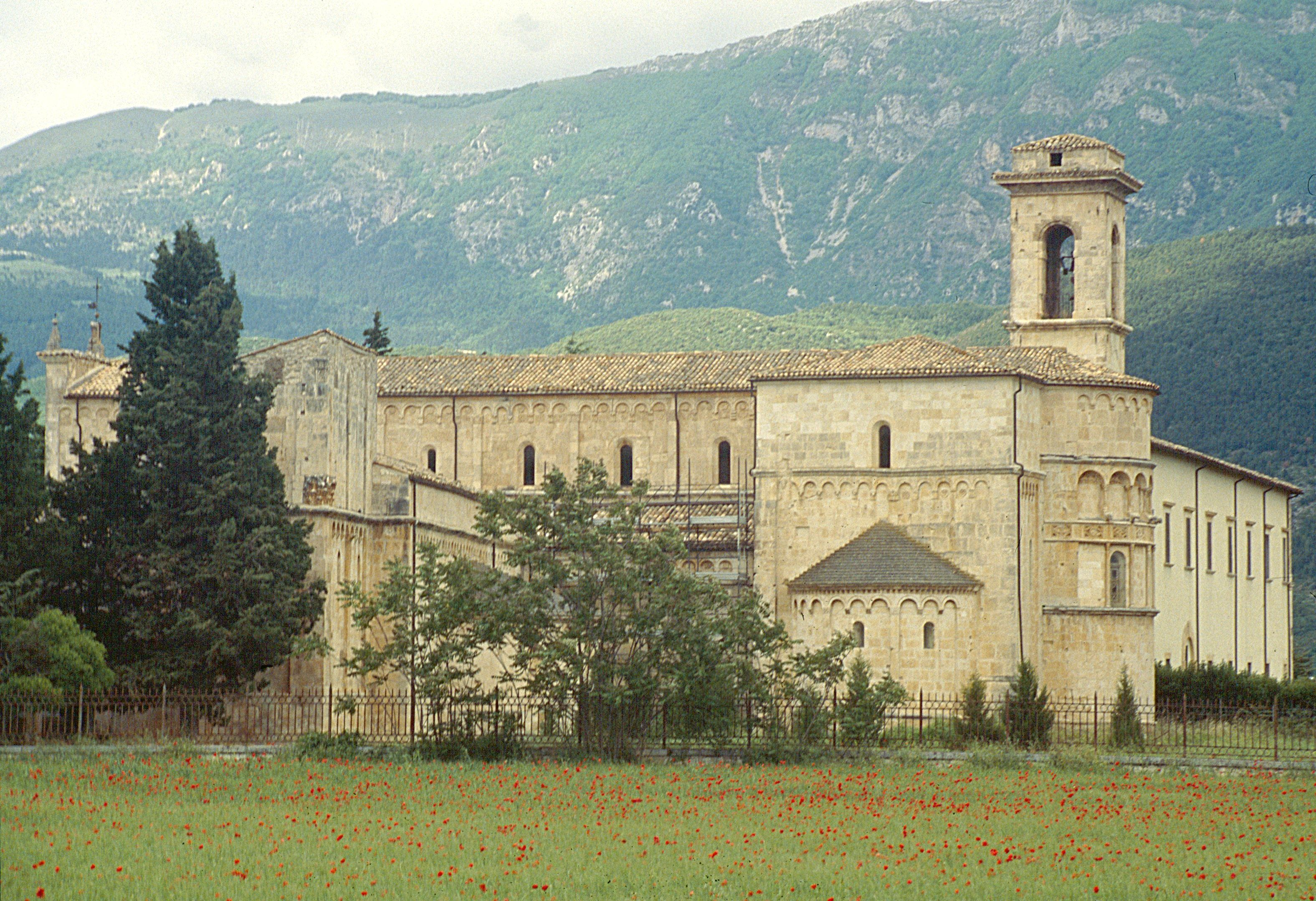
Basilica valvense di San Pelino a Corfinio

Il giovane allora divenne vescovo, e successivamente fondò la diocesi, venendo seppellito in un luogo sacro fuori le mura, che successivamente diventerà la Cattedrale. I segni delle orme sarebbero ancora ben visibili in questo territorio, e si pensano che appartenessero proprio ai buoi di Panfilo per testimoniare il miracolo. Morendo a Corfinio, di cui fu vescovo (esistendo già la concattedrale di San Pelino), quattro chierici ne ritrovarono il corpo, e mentre lo riportavano a Sulmona, esso divenne pesantissimo. Allora i monaci si fermarono nella contrada Ficoroni, e apparve una fontana. In questo posto fu eretta la Cattedrale sulle rovine di un tempio pagano, successivamente ricostruita nel 1075 dal vescovo Trasmondo di Valva, e terminata nel 1119 dal successore Gualtiero.
Per quanto riguarda Pelino di Brindisi, visse nel VII secolo, formatosi come monaco a Durazzo, trasferitosi a Brindisi con Gorgorio e Sebastio, e il discepolo Ciprio, in quanto non aderente all'editto dogmatico di Costante II di Bisanzio (648 d.C.). Pelino difendette l'ortodossia bizantina presso Brindisi, attirandosi le ire di papa Onorio I e degli imperatori, poiché il suo mediatore con Roma, il vescovo Proculus, era morto, non riuscendo a compiere l'opera di riconoscimento dell'ortodossia bizantina in Italia. Il vescovato di Pelino fu visto come eretico, e dunque il santo fu imprigionato e deportato a Corfinio, giustiziato nel 662, secondo il calendario il 5 dicembre. Da qui, nello stesso periodo in cui moriva Panfilo di Sulmona, iniziò il culto del santo, venne eretto un tempio sopra il luogo di sepoltura, nei secoli ingrandito e consacrato nel XII secolo, come Concattedrale valvense della diocesi sulmonese.

### Dai Goti ai Longobardi
Ovviamente, per mancanza di fonti, poco si sa del periodo storico che va dal I al IV secolo d.C., ad eccezione del fatto che, a quanto apre, Sulmona condividesse con Corfinio la sede centrale del potere, poiché in quest'ultima v'era la seconda sede del prefetto
Nel 569 Sulmona entrò nel ducato di Spoleto insieme al resto dell'odierno Abruzzo con la conquista longobarda di re Alboino, a confine meridionale con il ducato di Benevento. Era amministrata dai conti Castaldi (da cui il termine Gastaldia Peligna), successivamente divenuti Conti di Valva o Peligni. Nell'876 fu fondato il monastero di San Rufino in Campo (oggi scomparso), come testimonia il Chronicon Vulturnense dell'abbazia di San Vincenzo al Volturno (che aveva la giurisdizione riguardo ai possedimenti cristiani e vescovili) presso la zona della stazione ferroviaria per volere di Geltrude moglie di Guido duca di Spoleto. Nell'877 il territorio viene citato come "Oppido Valvense", e non si ha certezza su quale delle due città di Corfinio e Sulmona fosse sede del potere centrale, nell'826 si era verificata una carestia in città, e solo le preghiere dei cittadini a San Panfilo permisero che accadesse una sorta di miracolo. Il corpo del santo, che si trovava in un semplice sepolcro, venne allora prelevato e custodito nella primitiva cattedrale fatta erigere dal vescovo (all'epoca dedicata a Santa Maria Maggiore), anche se poi nell'XI secolo verrà rifatta daccapo. Pochi anni più tardi nell'881 la valle fu saccheggiata dai Saraceni venuti da sud, da Benevento, che però entrarono a Sulmona passando dal valico della Marsica. La città però seppe resistere, e non venne completamente distrutta come accadde per le altre grandi città vicine di Chieti e Penne. Nel 939 la città fu nuovamente saccheggiata dagli Ungari. 

### Gastaldia e contea di Valva (dalle origini al Mille)
Le fonti principalmente sono documenti e cartulari riportati da Antonio Ludovico Muratori in Antiquitates Italicae Medii Aevi e nello studio di Cesare Rivera in Valva e' suoi Conti in Bullettino della Deputazione abruzzese di Storia patria, anno 1926, che confrontò i documenti dei vari Chronica di Farfa, Montecassino, San Vincenzo al Volturno e Casauria per ricostruire la storia della contea di Valva, seguendo anche le dissertazioni di Antonio Ludovico Muratori, Anton Ludovico Antinori, Ignazio Di Pietro e Nunzio Federico Faraglia (suo Saggio corografico dell'Abruzzo medievale).
Col nome di "Balba - Balva o Valba" si designa la regione abitata dagli antichi Peligni, come dimostra anche la descrizione territoriale della diocesi di Valva (San Pelino a Corfinio), dalle bolle di papa Leone IX, papa Innocenzo II e papa Clemente III. Istituita dai Longobardi, la contea confinava con quella di Teate (Chieti), della Marsica (provincia Valeria) e di Forcona (L'Aquila), venendo tutte quante inglobate nel ducato di Benevento. I confini con Chieti stavano presso il fosso Luparello (Civitaluparella), dove scorre il Sangro, poi con Palena, la valle di Taranta, il guado di Monte Coccia (Campo di Giove), quello di Monte Orsa (il Morrone con le rovine del castello di Roccacasale) fino a Tremonti, presso Popoli. Qui iniziavano i confini con il Contado di Penne, presso la valle Tritana e i monti Sigillo e Cinerario, fino a Forcona, mentre dall'altra parte i confini con la Marsica stavano nel Monte Celico, la terra di Monte Cagno, Rovere (Rocca di Mezzo), Carrito, Colonnella e Campomizzo, dove si trovavano le sorgenti del Sangro, che tornano a scendere nuovamente verso Civitaluparella.

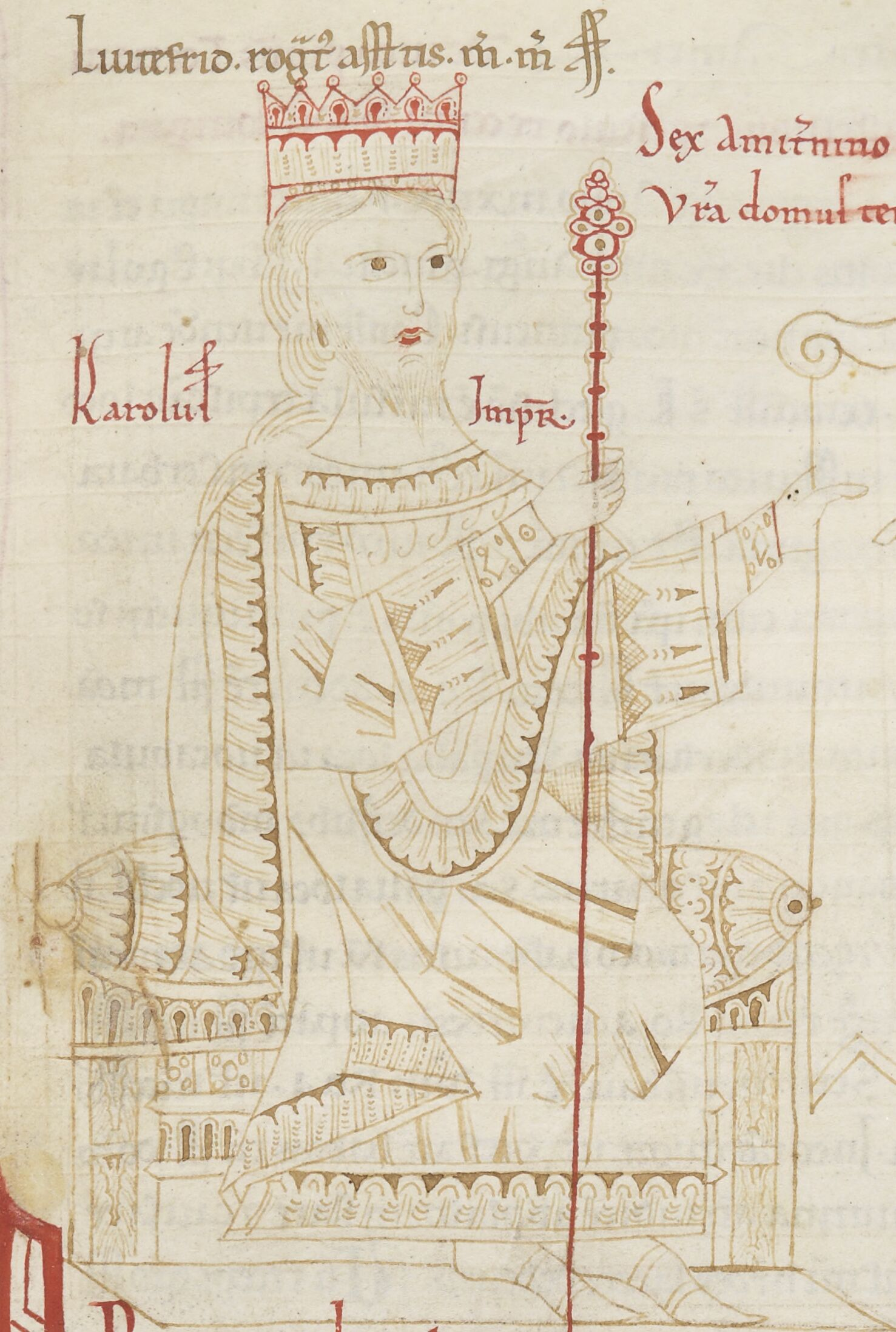
Disegno del Chronicon Casauriense: Carlo il Grosso

Il territorio insomma abbracciava tutta la valle sino ai confini con la Baronia di Carapelle Calvisio, Ofena e Calascio, confinando poi con la valle di Peluino e Subequana, il piano di Sulmona, la valle del Flaturno (il fiume Sagittario, presso Anversa), Cocullo e la piana delle Cinque Miglia fino appunto al Sangro. La dominazione dei Franchi di Carlo Magno lasciò i territori immutati nei loro confini, e l'annessione ci fu nel nuovo ducato di Spoleto dopo la conquista di Chieti nell'801 da parte di Pipino il Breve. Nell'843 la contea di Valva andò a formare la provincia di Marsia insieme al territorio fucense, divenendo un contado autonomo, così come Paolo Diacono nell Historia Langobardorum, annovera nell'Abruzzo le province di Marsia, Reatinus, Furconensis, Valvensis, Teatinus, Pinnensis, Aprutium. Il territorio aquilano da una parte (quello dell'antica Amiterno) faceva parte del circondario di Rieti, l'altro ad est, quello con la città di Forcona, era compreso nell'omonimo, dipendendo fortemente dal controllo dei Conti Berardi dei Marsi.

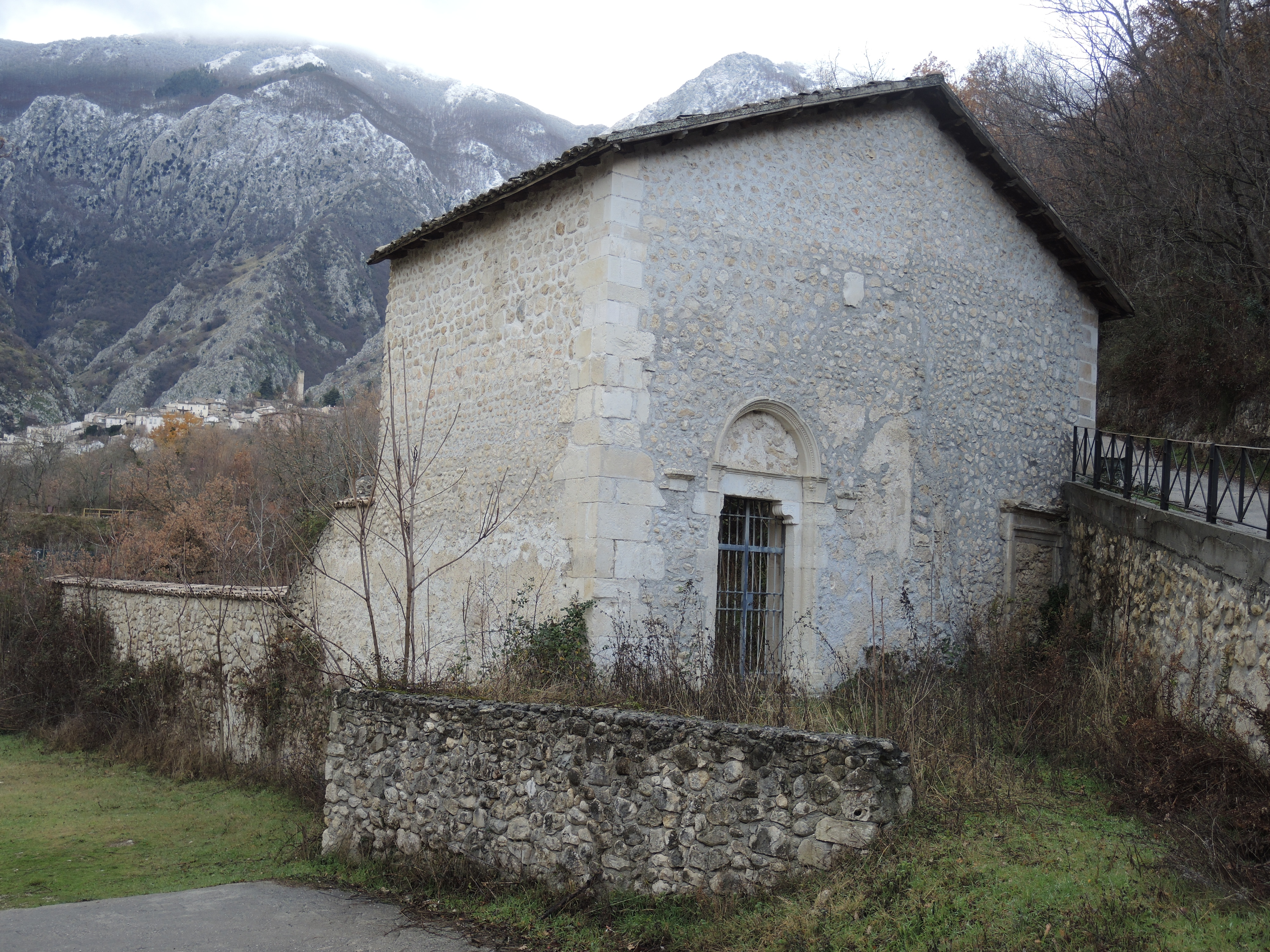
Ruderi della cappella di Santa Maria ad Nives (via Vittorio Emanuele) ad Anversa degli Abruzzi, dove nel 937 gli Ungari furono sterminati

La contea Marsicana si sarebbe creta, secondo una leggenda, per volere della contessa Imilla figlia di Ludovico II, a cui venne donato il feudo di Morino. I primi Conti dei Marsi, ufficialmente con la venuta di Berardo I, e poi di Oderisio, si successero dall'843 al 926. Ildeberto tenne il potere sino all'860, gli successe poi Gerardo che combatté contro i Saraceni invasori, morendo nella battaglia. Nell'871 Ludovico II faceva sorge il potente monastero dell'abbazia di San Clemente a Casauria lungo il fiume Aterno, tra il territorio di Sulmona e quello di Chieti-Penne. Nell'876 sotto Guido di Valva nasceva il monastero di San Rufino in Campo di Valva, sotto la giurisdizione di San Vincenzo al Volturno; suo figlio Lamberto nell'881 sotto Guido, combatté nuovamente contro i saraceni, combattuti sino all'855, poiché si erano nascosti nelle montagne di Torano e del fiume Sangro, incendiando abbazie e villaggi. Dopo la sciagura degli Ungari, nella Marsia faceva le veci di Alberico di Spoleto il visconte Gualdeperto, che guidò la lega papale di Giovanni X contro i Saraceni, debellandoli definitivamente nel territorio della Tuscia. Venendo in un primo momento Alberico ricompensato dal papa, venne ucciso a tradimento i suoi possedimenti usurpati. Pietro, fratello di papa Giovanni, che compì la congiura, concesse la Marsia a Gottifredo figlio di Giuseppe di Rieti. Con l'ascesa al potere di Rodolfo II di Borgona, anche il contado di Marsia divenne ereditario.

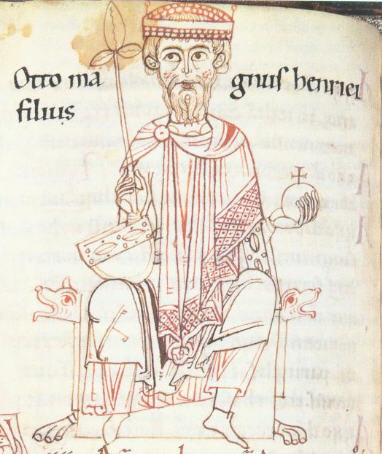
Ottone I di Sassonia

Quando nel 926 Ugo d'Arles scese in Italia per la corona, lo seguì anche un certo Attone di Borgogna, suo zio e parente di Berardo il Francisco, che fondò la contea dei Marsi; mentre il primo installava il presidio del potere a Chieti, Berardo ebbe la Marsia, Rieti, Amiterno e Forcona, inclusa Valva; il territorio venne diviso in 3 gruppi: il Reatino-Amiternino, il Forconese-Marsicano e quello di Valva, con sede del potere il castello di Celano. Nel 937 una nuova ondata di invasioni da parte degli Ungari venuti dalla Puglia sconvolse il territorio abruzzese: il monastero di Sant'Angelo in Flaturno (oggi i ruderi di Santa Maria delle Grazie presso le vicinanze di Anversa degli Abruzzi) veniva saccheggiato ed occupato, vi si consumò un cruento scontro con una carneficina. Gli Ungari furono debellati, e non tornarono più nel territorio. Nel 962 in occasione dell'incoronazione di Ottone I di Sassonia, elargiva a Giovanni XII la conferma delle antiche donazioni di Pipino e Carlo Magno, ad eccezione di Valva, sotto il Conti Marsi, mentre le chiese territoriali come San Pietro in Valva faceva sempre parte di San Vincenzo al Volturno. Durante il governo di Pandolfo di Spoleto, Ottone il 12 febbraio 964 giunse in Abruzzo, acquartierandosi a Raiano, rilasciando un diploma per l'abate di Sant'Angelo di Barregio (Villetta Barrea). Nel 967 ci fu un'altra cerimonia in cui ai Conti dei Masi Berardo e Rainaldo veniva riconosciuta l'unione dei territori sotto la giurisdizione ecclesiastica della chiesa di Santa Giusta. Nuovamente nel 970 Ottone I giunse in Abruzzo, confermando a Grimoaldo vescovo di Valva, i beni della mensa episcopale. A quest'epoca si fa risalire anche la presenza del corpo autentico della Santa Lucia, conservato nell'omonima chiesa presso Prezza, poco distante da Corfinio.
Alla morte di Berardo il Francisco, i suoi tre figli Berardo, Rainaldo e Teodino si distribuirono il potere tra i territori di Marsica, Valva e Forcona. Nel 977 a Sulmona si celebrò la lettura del placito in cui l'abate di Montecassino Aligerno rivendicava i territori di Santo Stefano e Sant'Eleuterio nella valle di Pettorano sul Gizio: importante notare che nel documento Oderisio è citato come Conte di Valva. Nel 981 Oderisio con i fratelli giunse da Ottone II, morto il padre, e ottennero l'investitura dei beni di Amiterno e Forcona. Riconosciuto Oderisio primo conte di Valva, scontrandosi subito con gli abati di Cassino e di San Vincenzo al Volturno, cosa che dovette essere risolta nel 983 con un placito in cui il conte di Valva sarebbe stato in possesso anche dei territori del monastero del Volturno. Ottone III nel 994 giunse in Abruzzo, confermando ai conti anche il possesso di Sant'Angelo in Barregio, sottoscritto da Oderisio, alla presenza anche di Attone II conte di Chieti. Oderisio sopravvisse al fratello Teodino, e andò a fondare anche il monastero di Santa Maria Assunta di Bominaco, estendendo di molto i propri territori a ridosso delle Svolte di Popoli, della piana di Navelli e della Valle Subequana.
Nell'ultimo periodo della gastaldia, prima che i Conti di Valva si unissero alla causa di Federico II, una parte del territorio della gastaldia si trovò coinvolto nelle mire espansioniste del Conte Ugo Malmozzetto (o de Mamouzet), che nella metà del Mille entrò in possesso della Contea di Manoppello, con numerosi feudi che arrivavano sino ai confini di Popoli e Casauria. Il conte, imparentando con Roberto il Guiscardo e Roberto di Loritello, esercitò il governo con la forza e la violenza, ricorrendo spesso ad usurpazioni, soprattutto dopo la morte dell'abate Trasmondo di Casauria, quando vi fece installare appositamente un suo adepto per controllare anche le rendite del monastero. Nel 1097 Malmozzetto, assediando il castello di Prezza, vicino a Corfinio, fu ingannato da uno stratagemma riguardo a una sua debolezza amorosa, venendo catturato imprigionato, morendo di lì a poco per le ferite subite.

### Il periodo normanno
(Iscrizione latina, presentata qui nella traduzione italiana, scolpita sull'acquedotto medievale)

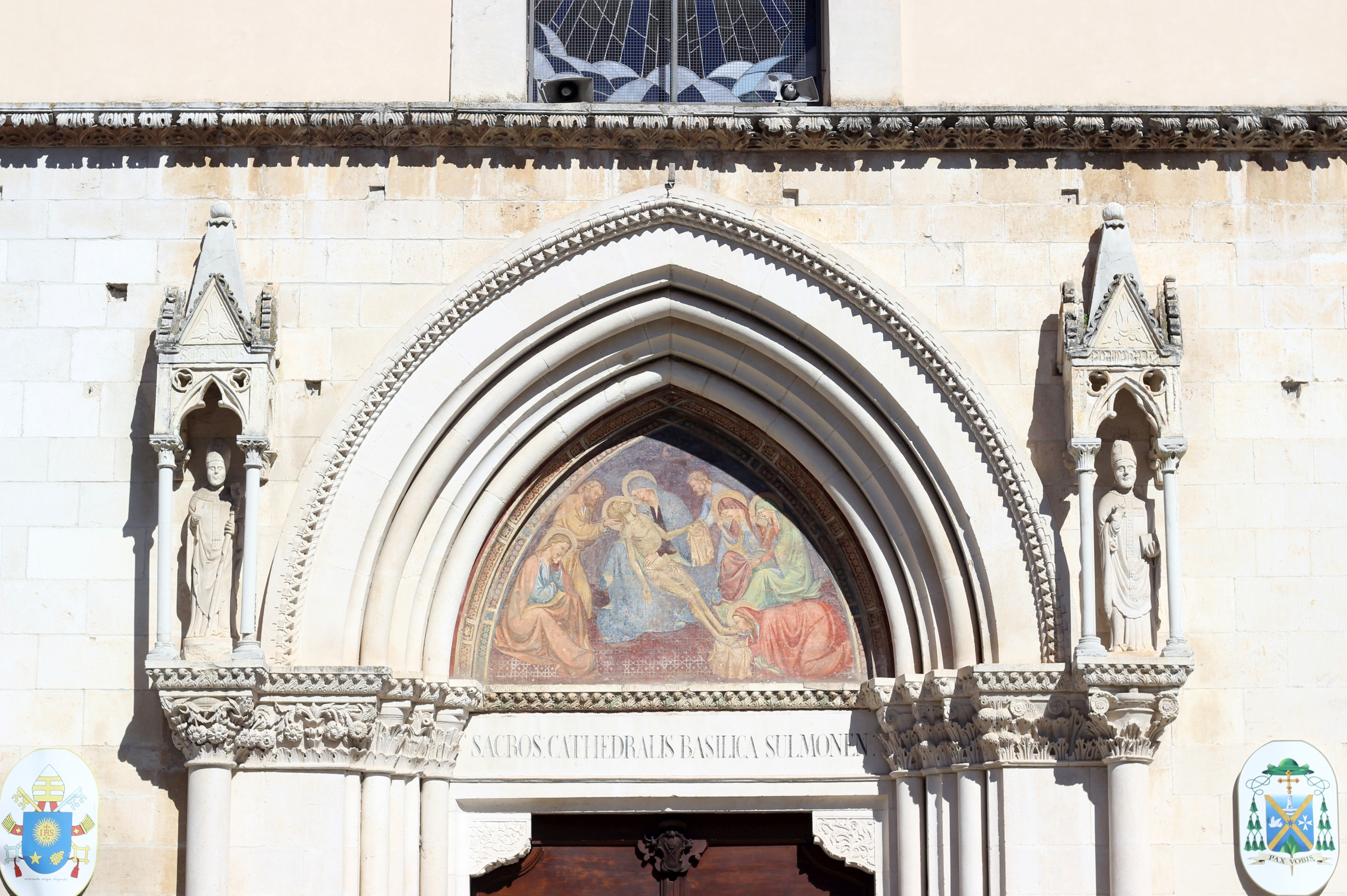
Portale gotico della Cattedrale di San Panfilo

La città incominciò a riprendersi con l'arrivo dei Normanni, poiché con i franchi e i longobardi, benché fossero stati fissati i confini territoriali sia dal livello amministrativo dei conti che religioso, con l'usurpazione dei territori di Sant'Angelo in Barregio, Sulmona e Cordinio non erano cresciute al livello economico e urbano. Sulmona entrò nel nuovo governo normanno con questo evento: il pontefice Leone IX, nonché signore di Benevento, mosse contro i Normanni che avevano iniziato dalla Puglia a saccheggiare antichi feudi dei Franchi, chiedendo aiuto al sovrano Enrico III il Nero di Germania, e nell'esercito si arruolarono anche dei sulmonesi, comandati dal Conte Umfredo, combattendo a Civitella nel 1053, dove però il pontefice fu sconfitto e imprigionato dalla coalizione del conte Umfredo, Riccardo d'Aversa e Roberto il Guiscardo. Nel frattempo dal 1078 sino al 1124 si protrassero per volere di Trasmondo di Valva i lavori di rifacimento della nuova cattedrale di San Panfilo, con concessioni di indulgenza da parte di papa Alessandro II per chi vi si fosse recato in visita.

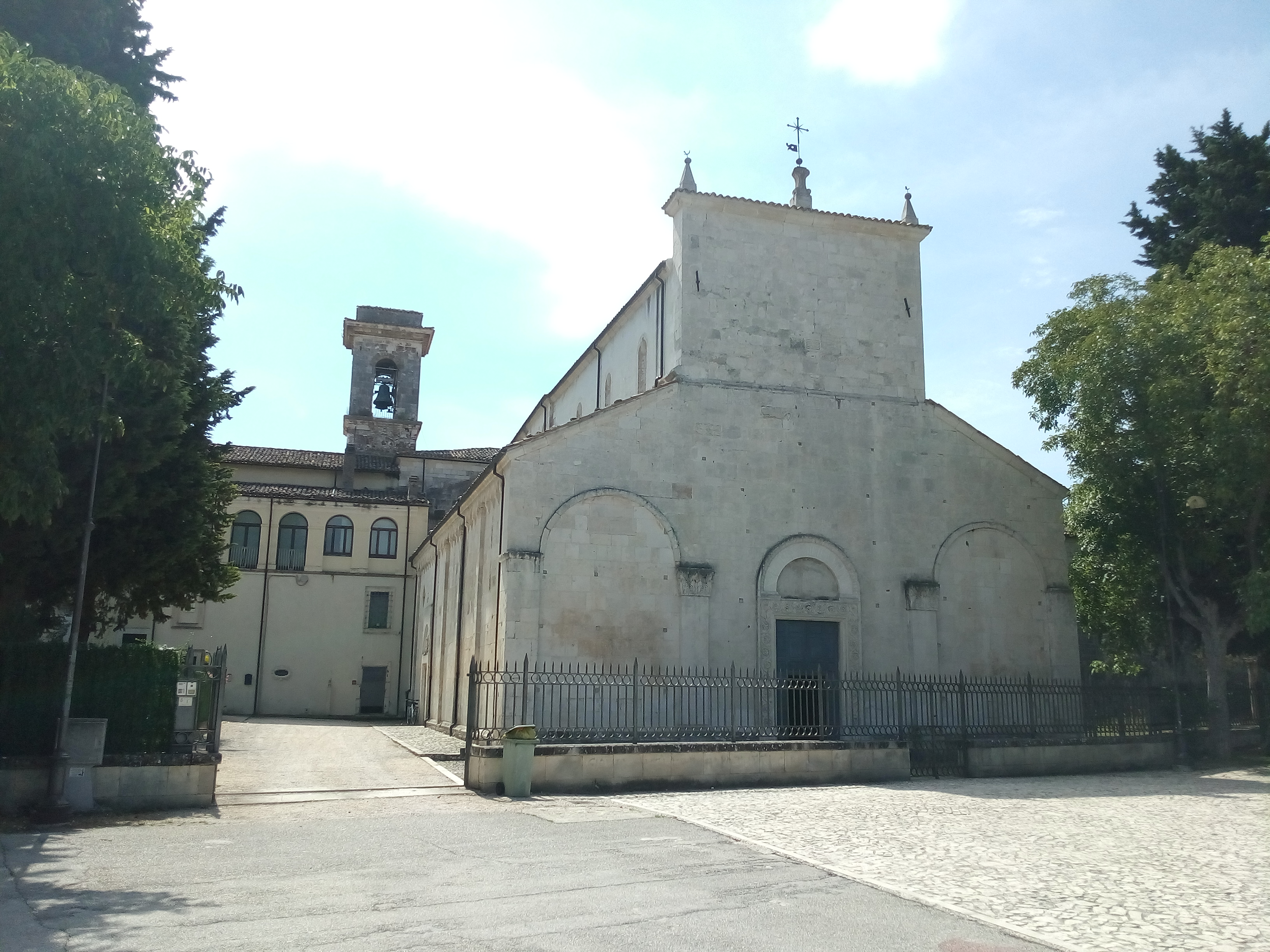
Basilica di San Pelino di Valva (Corfinio), seconda sede vescovile

L'entrata ufficiale di Sulmona nei nuovi possedimenti dell'ex ducato di Spoleto avvenne con la presa del potere di Ruggero I di Sicilia a Palermo nel 1130. Il territorio della "Marsia-Valva" fu occupato dai figli completamente nel 1143, con il riconoscimento dei conti neri confronti del Normanno. Alla sua morte, nella successione dei governanti, ci fu Guglielmo II di Sicilia nel 1166, che strinse buoni rapporti con il vescovo di Valva, confermando anche dei privilegi, come testimonia la Cronaca di Casauria. Nel 1167 iniziarono i rapporti di rottura con Valva per la presenza della cattedra vescovile, poiché il vescovo Siginolfo sosteneva che questa dovesse stare a San Pelino presso Corfinio; ne nacque una disputa con tumulti a Sulmona, e con un accordo siglato alla presenza dell'abate di Casauria nel 1168, in cui la sede vescovile sarebbe stata condivisa tra le due chiese con eguali poteri dei canonici di eleggere il vescovo. Tuttavia sempre in quell'anno col vescovo successore Odorisio, le controversie di Corfinio contro Sulmona ripresero, soprattutto quando in alcune bolle di Lucio III (1183) e Clemente III (1188) il territorio vescovile era nominato come "di San Pelino". Nel 1178 questo vescovo ospitò a Sulmona i Cavalieri Gerosolimitani di Malta, concedendo loro la facoltà di edificare una chiesa. In questi anni continuarono le controversie territoriali, sia tra Sulmona che Valva, con San Clemente a Casauria, poiché la basilica di San Pelino per non subire usurpazioni, oltre a sede diocesana, cercò di divenire abbazia, non essendo inclusa tra i possedimenti di San Clemente.

### Gli Svevi: Sulmona capitale del Giustizierato
Durante il governo di Federico Barbarossa, iniziò l'espansione edilizia vera e propria di Sulmona. si costituì il Borgo San Panfilo attorno alla cattedrale, che stava fuori dalla cerchia muraria, che iniziava presso l'attuale Piazzale Carlo Tresca all'ingresso di corso Ovidio, dove si trovava Porta Sant'Agostino, presso l'omonimo monastero. Gran parte del territorio compreso tra le mura non era abitato, ma occupato da giardini ed orti dei monaci; nella bolla di papa Onorio III del 1220 si ha conferma che la sede ufficiale della cattedrale era presso San Panfilo, con un totale di 12 canonici. Nel 1225 un tale Gentile di Gualtiero comprò un terreno vicino a San Panfilo per farci erigere la chiesa di Sant'Agata con annesso ospedale dei pellegrini, ed era ancora in piedi nel XVII secolo, e dipinta nel disegno della città di Sulmona dell'abate Giovan Battista Pacichelli, usata principalmente come "grancia" di San Panfilo, ossia ripostiglio principale e granaio.
Nel 1237 si andò estendendosi il secondo Borgo di Sulmona fuori San Panfilo, detto del "Salvatore", oppure di Sant'Agata, ed andò allargandosi in maniera così vasta, da unirsi presto col Sestiere di Porta Filiamabili, accessibile da Porta Sant'Antonio. Tale borgo di Sant'Agata, dopo il 1710 iniziò a chiamarsi del Carmine per la presenza della chiesa omonima.

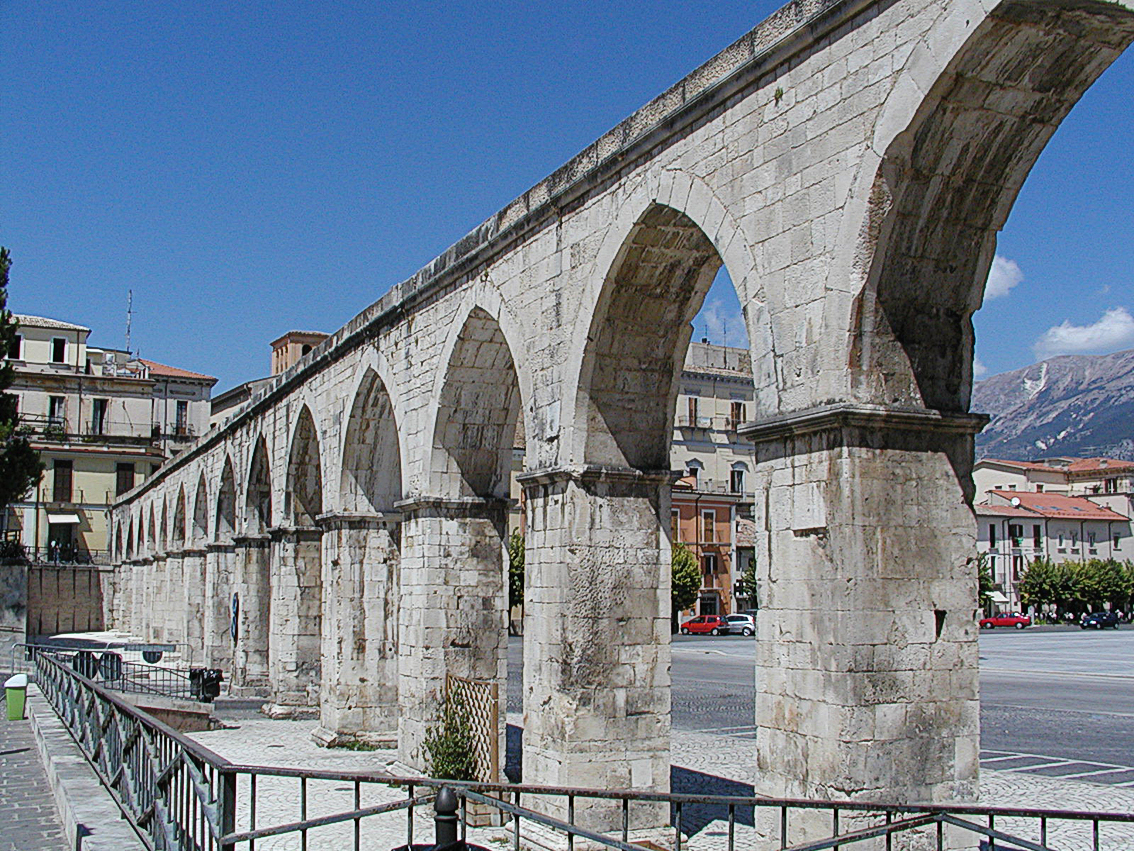
Acquedotto svevo in Piazza Garibaldi, edificato nel 1256 da Manfredi

La svolta vera e propria nel panorama politico ed economico avvenne con Federico II di Svevia. Federico scese in Abruzzo per sedare le lotte tra i baroni delle varie contee, tra le quali, nei pressi di Sulmona, figurava la contea di Celano (1223), contro cui il sovrano svevo mosse una campagna bellica spietata. Alla fine degli anni Venti del 1200 anche la valle Peligna venne conquistata, spodestati i conti di Valva, e nel 1233 la città divenne capitale del nuovo Giustizierato d'Abruzzo, una sorta di stato satellite del Regno di Napoli e di Sicilia separato dallo smembrato ex ducato di Spoleto. Prima di ciò, nel 1229 i sulmonesi si erano posti al fianco di Giovan Battista Nicolosio per liberare il duca Rinaldo di Spoleto, asserragliato dalle truppe pontificie di Gregorio IX al comando di Giovanni di Brenno. I sulmonesi lo liberarono, e lo condussero in città, inseguiti dalle milizie papali. Il re Giovanni tenne sotto assedio Sulmona per settimane, i cittadini resistettero, nonostante le case fossero bruciate, compresa la cattedrale, e alla fine re Giovanni dovette abbandonare Sulmona. In questo contesto il vescovo Niccolò, eletto nel 1229, ne approfittò per spostare la cattedra a San Pelino, e di progettare la riconquista della città per mezzo delle truppe di Gregorio IX e del cardinale Colonna.
Mentre Federico II tornava da Gerusalemme, venutolo a sapere il duca Rinaldo e volendosi vendicare dell'offesa subita da Niccolò, attaccò la basilica di San Pelino insieme ai sulmonesi, mentre il vescovo si trincerava presso la torre campanaria e iniziava a gettare scomuniche contro i miliziani. I sulmonesi distrussero il villaggio attorno alla basilica, misero in salvo le reliquie di San Pelino e bruciarono l'abbazia, facendo infine scendere il vescovo consegnatosi prigioniero. Giunto nel 1229 Federico a Sulmona, confermò la sede vescovile a Sulmona, davanti all'umiliato vescovo Niccolò e alla gioia dei sulmonesi. Per la benevolenza dei sulmonesi nell'accogliere Federico, si instaurò un florido rapporto con la città, arricchendola con varie istituzioni, come la scuola di Diritto civile, esistente allora soltanto a Napoli, migliorando la biblioteca diocesana della Cattedrale con nuovi volumi. Federico volle anche che le fiere delle sette principali città del nuovo reame iniziassero da Sulmona, il 23 aprile, con la festa di San Giorgio, concedendo privilegi ai mercanti che giungevano in città, ed ai pastori transumanti, eliminando la tassa da pagare alla dogana.

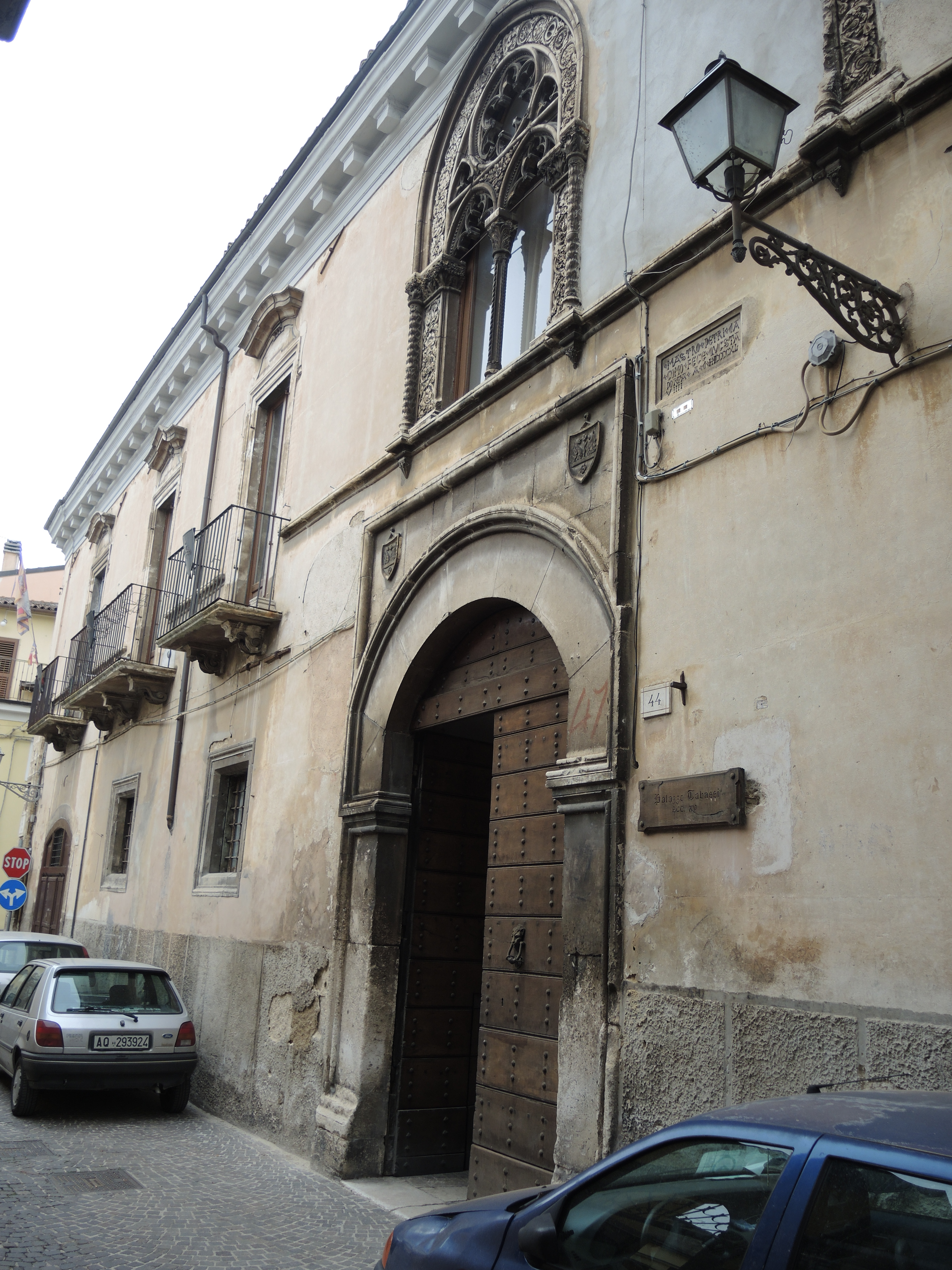
Palazzo Tabassi a Sulmona, con la finestra gotica

In città la famiglia Tabassi era tra le più influenti, e nel periodo dell'arrivo di Federico, Valerio Tabassi ebbe la carica di Maggiordomo, in ricompensa dei servigi militari, ottenendo la signoria della città, per sé e per il figlio Federico. L'atto di donazione è riportato in un documento del Mugnos datato 29 marzo 1235. La famiglia Tabassi era originaria della Germania e secondo la leggenda discenderebbe dall'eroe mitico Sigfrido, della regione tedesca della Svevia. Tale casato insieme agli Hechingen-Sigmaringen costituivano un unico ceppo svevi, provenienti dagli antichi Conti di Zollerant, esistenti sin dall'800 d.C. Con Aldemaro Tabasso iniziarono le origini del trasferimento di un ramo della famiglia a Sulmona; Aldemaro Conte di Tabasso (fiorito nel 1150) fu signore all'epoca di Federico Barbarossa, e i suoi successori si stabilirono con Enrico VI, e poi Federico a Sulmona, amministrando la nuova capitale del giustizierato. Valerio Tabassi nel 1239 prese possesso ufficiale della città e lì stabilì la sua sede nel potere nel Palazzo Tabassi, ancora oggi esistente, che conserva in parte i fasti del gotico duecentesco. Prima dell'arrivo di Federico II, la città di Sulmona era nel regio demanio e non concessa in feudo, e il governo sino agli inizi del Duecento era mantenuta dai capitano del re di Napoli. Nelle lotte di parte il vincitore lasciava libertà di governo a coloro che avevano servito il re, delegando loro il potere. Infatti Federico II nel 1229 punì severamente Sulmona per le insurrezioni sottoponendola a pesanti tributi fiscali a sostegno delle sue compagne di conquista. Valerio Tabassi ebbe due figli, Federico e Alberico, che si dimostrarono valenti guerrieri nella guerra con re Manfredi di Svevia (poi di Sicilia) contro Corradino, e di conseguenza contro re Carlo I d'Angiò di Napoli. Della presenza di Manfredi a Sulmona resta il maestoso acquedotto medievale che convoglia le acque del fiume Sagittario dalla montagna verso la città, edificato nel 1256. Con l'estinzione della famiglia sveva dopo la morte di Manfredi, Carlo I perseguitò i seguaci dell'antico regime, e i due figli di Valerio Tabassi furono esiliati a Venezia.
Successivamente vennero richiamati in patria da Carlo II d'Angiò per indulto, voluto anche dal monaco Pietro da Morrone, nel frattempo divenuto papa Celestino V. I Tabassi rientrarono in patria tra il 1294-95 ed ottennero nuovi dignitosi incarichi, ricostruendo il rapporto di fiducia con il nuovo casato francese.

### Pietro da Morrone e la schiera di eremiti della Maiella

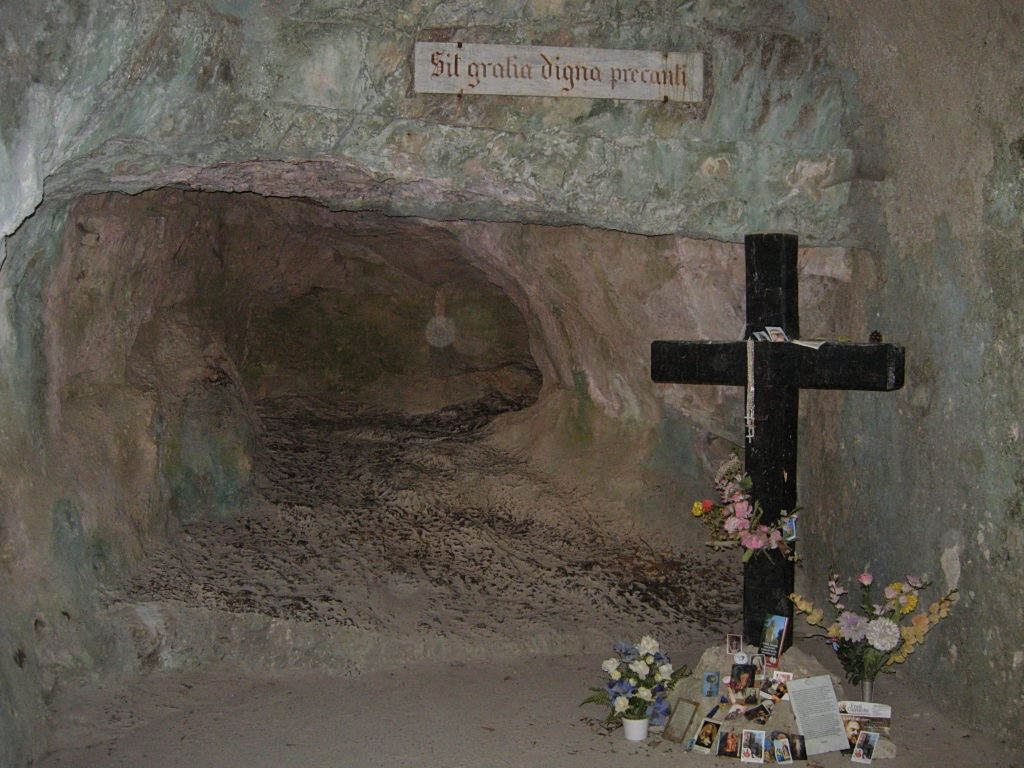
Grotta sacra dell'eremo di Sant'Onofrio al Morrone

La storia della città, che riguarda la fine del 1200 riguarda specialmente il cristianesimo, poiché già Carlo II d'Angiò nel 1290 ampliò il convento di San Francesco della Scarpa, fondato da Carlo I, uno dei monasteri francescano più prestigiosi d'Abruzzo, che nacque insieme all'ex convento di Santa Chiara d'Assisi, è indubbiamente legata alla figura dell'eremita Pietro da Morrone, noto come papa Celestino V. Pietro Angelerio sarebbe nato a Isernia nel 1215 circa, e a 16 anni andò nel monastero di Santa Maria di Faifoli nel Molise per approfondire gli studi Benedettini. Nel 1231 veste l'abito benedettino ed iniziò il suo eremitaggio spirituale, andando in una grotta nei pressi di Castel di Sangro, dove fondò un romitorio. Vi stette 10 giorni in isolamento, nutrendosi solamente di pane e pesci, e il cammino ascetico lo portò fino al monte di Palena, presso il valico della Forchetta, dove trovò un nuovo rifugio, e dove poi venne edificato l'eremo della Madonna dell'Altare. Pietro Angelerio trascorse nella grotta tre inverni, digiunando, flagellandosi il corpo e stando in continua meditazione. L'isolamento per Pietro da sempre cercato però trovò la risposta di una popolazione osannante, poiché la voce del sant'uomo si sparse nella vallata, arrivando fino a Sulmona.

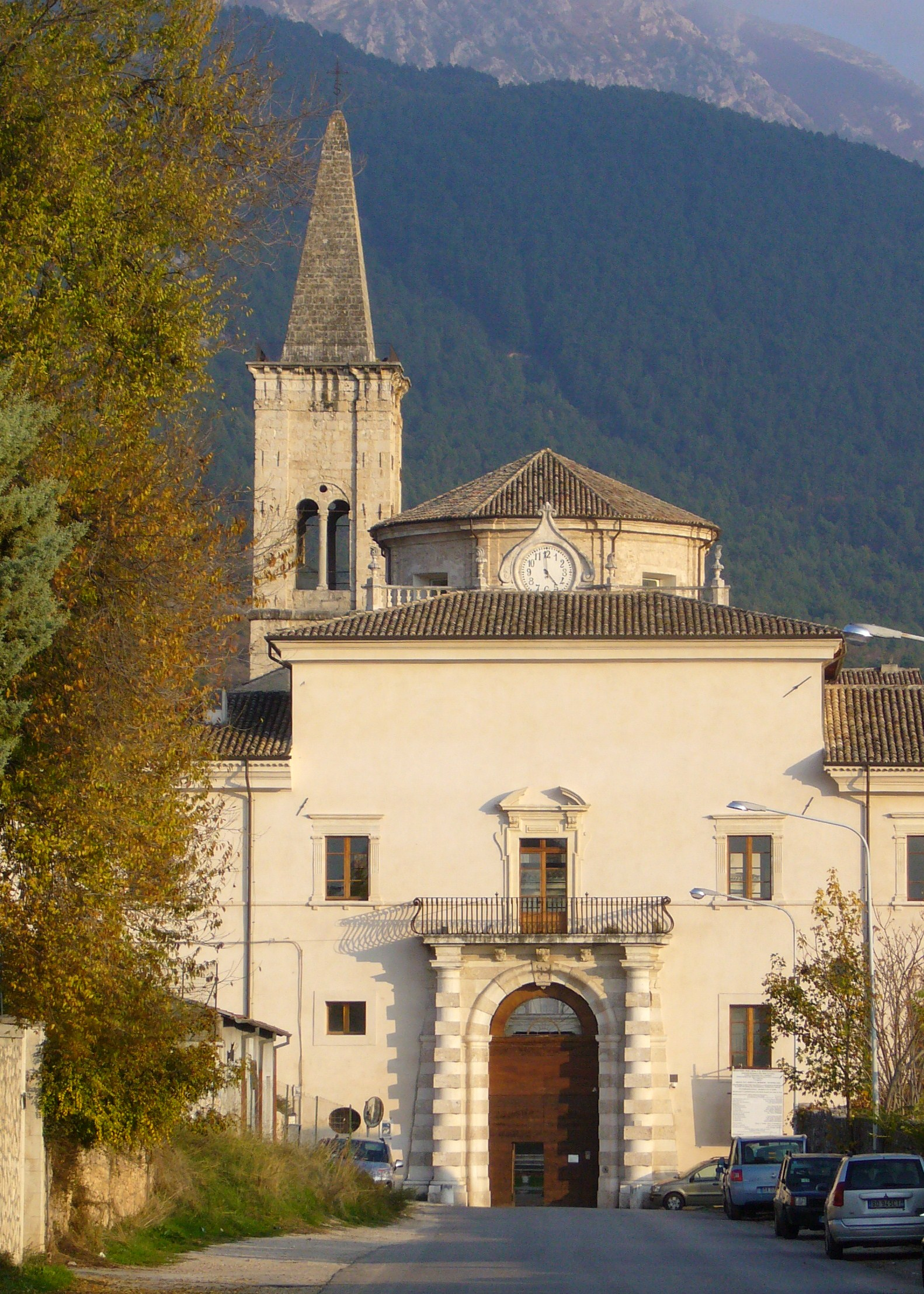
Ingresso dell'abbazia di Santo Spirito al Morrone, fondata da Celestino V

Ordinato sacerdote a Roma nel 1237 da papa Gregorio IX, che gli concesse il privilegio di eremitaggio, iniziato nel 1241 presso il Monte Morrone, la fama per Pietro divenne sempre maggiore, anche perché vari discepoli aveano iniziato a seguirlo, tra i quali il beato Roberto da Salle, che fonderà i monasteri ed i romitori nei luoghi ritenuti sacri dove Pietro Angelerio si era rifugiato, fondendo ex novo dei monastero anche a Lanciano, Vasto e Atessa, insieme al neonato Ordine dei Celestini.
Avendo un centinaio di seguaci, Pietro nel 1264 ebbe l'ispirazione di fondare un ordine monastico vero e proprio, votata alla regola di San Benedetto, chiamata dapprima "Compagnia dei Fratelli Penitenti dello Spirito Santo", poi ordine dei Celestini. La montagna Maiella divenne il luogo simbolico per l'opera spirituale di predicazione, dove Pietro era visto come una sorta di santone taumaturgo, che viveva in astinenza perpetua. La sede dei Celestini venne fondata presso un antico tempio cristiano dedicato a Santa Maria della Maiella, e divenne la "Badia Morronese", sorgente proprio ai piedi del Morrone, sopra cui Pietro aveva fondato un ennesimo romitorio vicino al paese scomparso di Sagizzano, l'eremo di Sant'Onofrio al Morrone, altro santo pellegrino a cui l'Angelerio volle rendere omaggio. In questo momento nacquero dei contrasti con la Santa Sede poiché Gregorio IX volle sopprimere tutti gli ordini nati dopo il Concilio Lateranense del 1215. Pietro raggiunse a piedi la città di Lione dove avrebbe dovuto svolgersi il sinodo, chiedendo al pontefice di risparmiare il suo ordine. Di ritorno dalla città, Pietro volle fondare un nuovo grande monastero, e si fermò a L'Aquila, che in quel periodo di stava risollevando, grazie a Carlo I, dalle distruzioni portate nel 1259 da Manfredi. Presso un vecchio romitorio fuori le mura, sul Colle Maggio (o di Maio), Pietro Angelerio fondò la celebre Basilica di Santa Maria di Collemaggio, caldamente patrocinata da Carlo I nel 1287; l'anno successivo fu solennemente consacrata il 25 agosto.
Il 5 luglio 1294 a Perugia il collegio cardinalizio riunito in conclave, dopo due anni dalla morte di papa Niccolò IV, elesse al soglio pontificio Pietro Angelerio. Una delegazione costituita da alti prelati, notai e un cardinale, portò la notizia a frate Pietro, rinchiuso nell'eremo di Sant'Onofrio. Il 29 agosto alla presenza di Carlo II nella basilica di Santa Maria di Collemaggio, l'anziano eremita fu incoronato pontefice con il nome di Celestino V. Per commemorare l'evento il papa emanò la "bolla del Perdono", la concessione dell'indulgenza plenaria a quanti avessero visitato la chiesa di Collemaggio tra i vespri della vigilia e i vespri della festa della decollazione di San Giovanni Battista (29 agosto).

### Periodo angioino

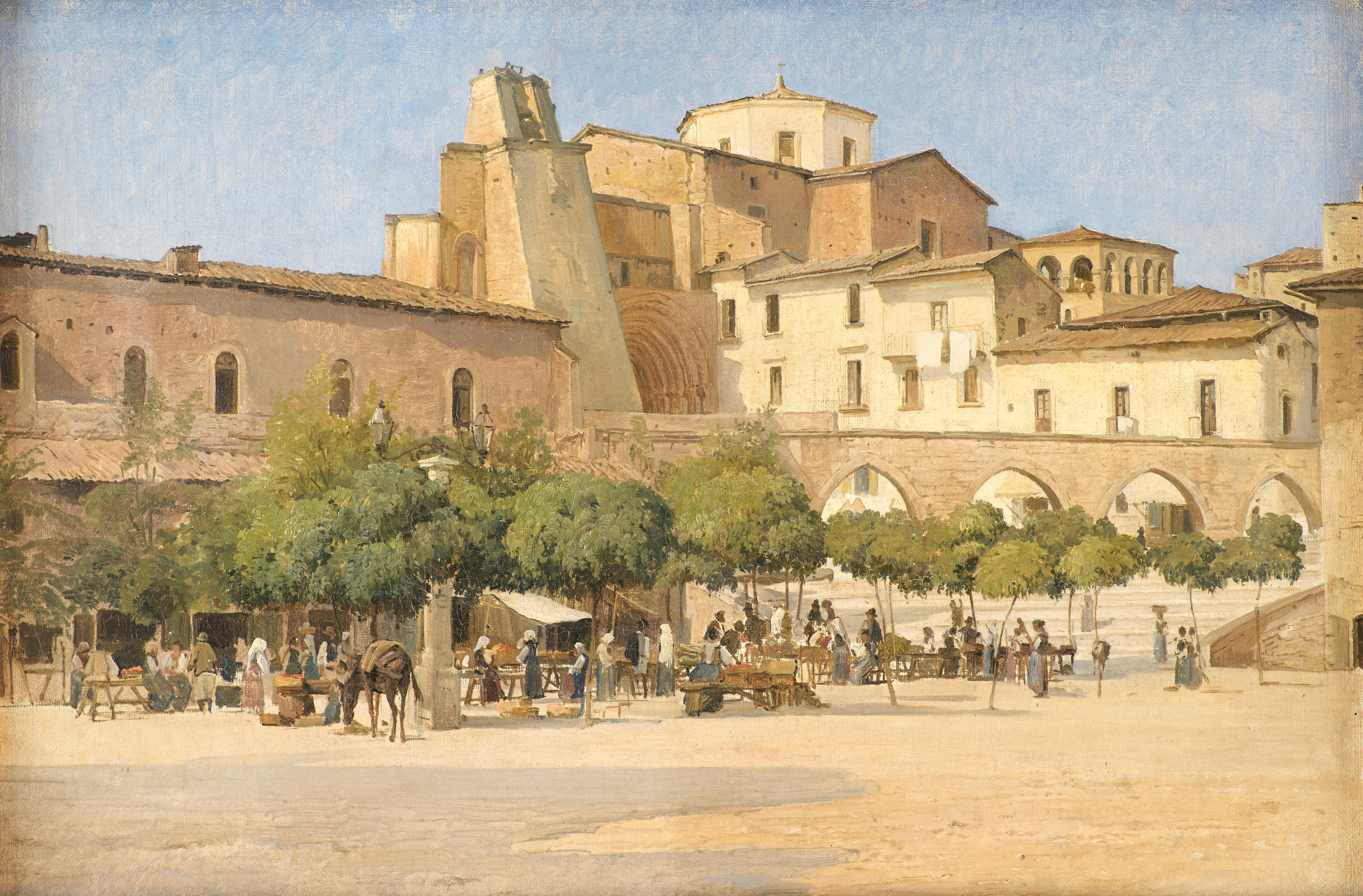
Dipinto di Sulmona (Piazza Maggiore) nel 1875 di Edvard Petersen

Federico II aveva inserito a Sulmona, oltre alla residenza del gran connestabile o giustiziere, anche la scuola di Diritto canonico, che aveva immediatamente suscitato l'acrimonia di re Carlo I d'Angiò quando nel 1268 prese in possesso la città, e che cercò invano di smantellare (cesserò di esistere nel 1308 con Carlo II). Nel 1236 fiorì un altro Borgo di Sulmona: Sant'Agata, che andò a confluire con i terreni di Santa Maria della Tomba nel 1241. Nel 1235 la sede vescovile rimase vacante dopo la morte di Niccolò, e per mancato accordo dei canonici, il vescovo di Chieti Gregorio de Polo ne assunse ad interim le funzioni, sino a tre anni dopo, quando la chiesa cattedrale di San Panfilo venne rifatta con la consacrazione dell'altare maggiore. Alla morte di Federico II, Sulmona ottenne una buona parte del Monte Morrone durante il regno di Corrado IV (1251), la parte con la chiesa di Santa Maria della Croce dove Pietro Angelerio fondò l'abbazia di Santo Spirito al Morrone, il quale già in quegli anni si era ritirato sulla montagna a vista monastica. Nel 1254 dopo il vescovado di Andrea e di Gualtiero di Ocre, ripresero le controversie per la situazione delle due prepositure delle cattedre di San Pelino e San Panfilo, nel 1262 veniva fondato il monastero di Sant'Agostino a Porta San Panfilo, di cui purtroppo resta solo il bellissimi portale in gotico angioino rimontato sulla facciata di San Filippo Neri a Piazza Garibaldi, dopo che il terremoto del 1706 aveva distrutto quasi del tutto la struttura.
Nel 1269 con Carlo I d'Angiò vennero concessi privilegi alla cattedrale, e per mano del notaio Oddone Sulmontino venne riordinata l'amministrazione dei quartieri (sestieri) in 6 unità, ognuna con un nobile rappresentante. La piazza del mercato, fuori le mura a sud, dall'antico tracciato ortogonale del castrum romano, iniziò a popolarsi sempre di più con i commerci, e venivano costruiti i "nuovi borghi" come il Pacentrano a sud-est (o di Porta d'Oriente) e il Porta Sant'Antonio. Il Borgo Pacentrano, per amministrazione e rendite, fu affidato al monastero di Santa Chiara d'Assisi (voluto nel 1269 dalla beata Floresenda di Palena), fondato da poco, insieme al convento di San Francesco della Scarpa. Circa cent'anni dopo la nascita del Pacentrano, nacque il Sestiere di Porta Manaresca, detto anche "ghetto" per la presenza di ebrei nel XV secolo, collegato a nord con il Pacentrano attraverso via Morrone. Nel 1270 avvenne per mano di Corrado l'incendio della cattedrale, rifatta da Carlo I. Nel 1272 una disputa tra Giovanni di Sammartino e Riccardo di Chiaromonte per il possesso di terreni, si risolse con un accordo, stipulato anche da parte dei cittadini di Lanciano, con cui i sulmonesi riconobbero pubblica amicizia nella piazza nel 1278. L'anno seguente per ordine di re Carlo, i baroni e i conti del Giustizierato dovettero dichiarare il reddito per la tassazione, nel 1290 venne edificato il monastero di San Domenico, con quello accanto di Santa Caterina delle Domenicane, presso il Sestiere Porta Iapasseri. La chiesa divenne la prediletta della regina Giovanna I di Napoli e Ludovico Principe di Taranto, che con l'amicizia di Pietro dei Tabassi, formavano un trio politico speciale per il benessere di Sulmona.

### Dagli Angiò ai Durazzeschi
Il 15 luglio 1294 il re Carlo II d'Angiò, insieme a Carlo Martello re d'Ungheria, andò a prelevare dall'eremo di Sant'Onofrio sul Morrone il venerando monaco Pietro Angelerio, appena eletto dal conclave vaticano papa Celestino V, e fu fatto sfilare per la città e per i feudi circostanti di Raiano e Prezza, fino a L'Aquila, dove presso la Basilica di Santa Maria di Collemaggio venne incoronato papa. Nel 1306 Francesco de Letto, fratello del giustiziere d'Abruzzo, occupò la carica del connestabile; nel 1313 ad Avignone il papa riconosceva ufficialmente l'Ordine dei Celestini presso la Badia del Morrone.

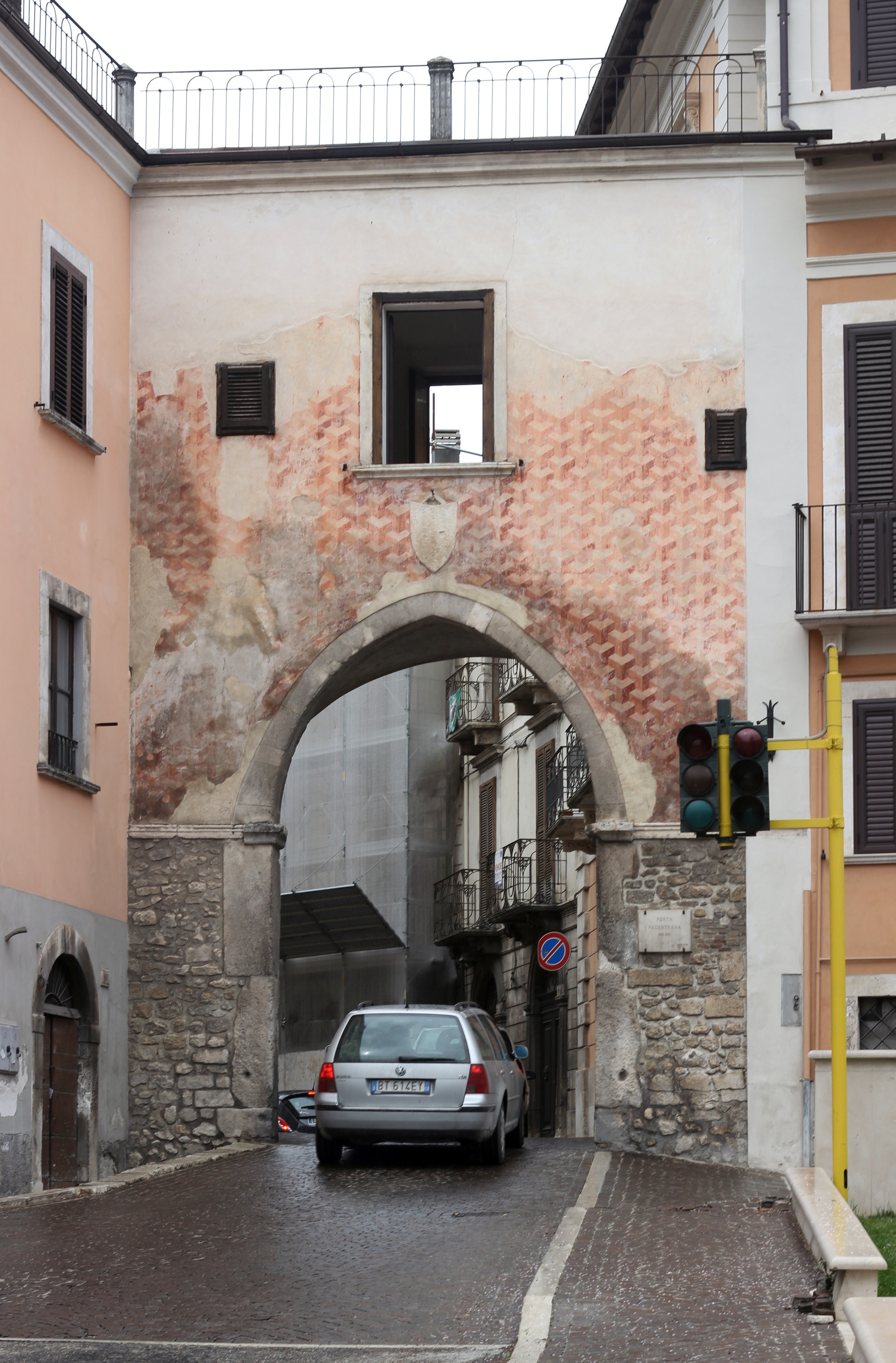
Porta Pacentrana

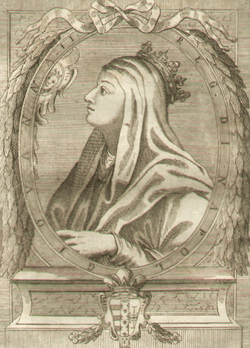
Giovanna II di Napoli

### Crisi di Sulmona durante il governo angioino
Con il successore di Carlo II nel 1309, Roberto d'Angiò, a Sulmona fu evidentissima la preferenza del casato Angioino per L'Aquila anziché per lei, poiché i privilegi concessi dagli Svevi furono ridotti o aboliti. Nel 1309 la scuola di Diritto civile fu chiusa, come riporta anche un documento presente nell'Archivio di Stato di Napoli; l'insegnamento elementare era concesso solo a semplici maestri. In questo periodo iniziarono anche le lotte di partito tra Guelfi e Ghibellini, che avevano trovato degni sostenitori nella città. Iniziarono anche aspri contrasti con L'Aquila, poiché la città nel 1320 aveva combattuto al fianco di 600 sulmonesi contro Rieti, in una guerra di confine, quando la città laziale aveva umiliato la città aquilana rubandole la campana "Reatinella" posta sulla torre civica del Palazzo del Capitano. Scoppiarono schermaglie anche contro il castello di Pescocostanzo, che aveva in feudo una buona quantità di terre a ridosso del Monte Coccia di Campo di Giove (che verranno concesse da Roberto d'Angiò a Sulmona nel 1339). La repressione degli Angioini fu sentita, ma Sulmona non subì mai saccheggi, anzi continuò a produrre uomini di fiducia e d'intelletto, come il notaio Giovanni Quatrario (1336-1402). Insieme a Marco Barbato, Quatrario rappresentò il flebile pre-umanesimo sulmonese, allacciando rapporti con Coluccio Salutati, mentre il Barbato era intimo di Francesco Petrarca e Giovanni Boccaccio. Il rapporto culturale dell'Abruzzo con la Toscana è dato anche dai rapporti dei traffici commerciali molto fiorenti. Quatrario scrisse dei carmi in latino, tra i quali il Carmen maternum. Nelle sue poesie si possono desumere anche fatti storici importanti della città, come la pestilenza del 1348, il terremoto del 1349 che danneggiò molte case, insieme alla città di L'Aquila. Insomma si percepisce la nostalgia per l'antico splendore degli Svevi, completamente appannato dalla decadenza portata dagli Angioini.

### L'allargamento della città
Per quanto riguarda la politica, l'amministrazione spettò ai Tabassi, che ottennero nuovi incarichi sotto il regno di Roberto d'Angiò: i cavalieri Giovanni e Antonio, figli di Federico Tabassi, si distinsero nuovamente in campo militare. Nel 1315 il Borgo San Panfilo fu in parte sloggiato, i cittadini ammessi nelle case dentro le mura, ma il mercato continuò a tenersi, presso le due chiese di Santa Maria de Foras e di Sant'Andrea, che dovevano stare nei pressi della villa comunale, ridotte a poca cosa dopo il grave terremoto del 1706. La principale porta di accesso alla città adesso era diventata quella di Sant'Agostino. Sempre in questi anni si formarono due "borghi", piccolo rioni a differenza degli storici sestieri medievali di Sulmona, cioè il Borgo Santa Maria della Tomba, già esistente da un centinaio d'anni attorno alla chiesa omonima, si allargò a tal punto da inglobare la porta di accesso, detta "della Tomba", mentre presso la grancia dei Celestini di Santa Lucia, si formava il Borgo di Porta Nuova o Reale, al termine del Corso Ovidio a sud. Altri sobborghi erano quelli di Sant'Agata, attuale chiesa del Carmine, a ridosso di Sestiere Porta Filiamabili, e il Borgo Pacentrano o di Porta Orientale, compreso nell'area della chiesa di San Filippo, fino a Porta Manaresca. Nel 1320 sotto il vescovado di Andrea Capograssi (una delle famiglie patrizie della città), venne eretta la Santa Casa della Santissima Annunziata con la basilica annessa; l'edificio sarebbe stato ospedale per gli infermi, ostello dei pellegrini e scuola di studio. Nel 1325 venne fondato il monastero delle Domenicane femmine di Santa Caterina martire, accanto a quello di San Domenico dei Maschi, nel Sestiere di Porta Iapasseri, lungo viale Antonio De Nino.
Roberto d'Angiò si occupò anche di confermare a Sulmona, come aveva già fatto Carlo II, i possedimenti a sud, sino alla piana delle Cinquemiglia: Pacentro, Pettorano, Canzano e Pescocostanzo (quest'ultimo entrò nel definitivo possesso solo nel 1339). Nell'anno precedente Sulmona era stata dichiarata dagli Angiò "città libera", incamerata nel regio demanio, con l'esenzione dal pagamento dei dazi, privilegio che terrà sino al XVI secolo, quando verrà infeudata a Carlo di Lannoy durante il vice regno spagnolo.

### Il regno di Giovanna I d'Angiò
A Roberto successe Giovanna I di Napoli, e Sulmona andò in mano di Carlo Tabassi, divenuto Gran Consigliere Reale, ottenendo vari privilegi tra cui il feudo di Pacentro. I suoi figli Berardo e Masullo militarono sotto il successore Ladislao di Durazzo, che nel 1413 li dichiarò "familiari fedeli e diletti" con tutti gli onori, la dignità e le prerogative annesse per provvedimento dello stesso re, che ebbe la città come pupilla, riempiendola di varie concessioni. Dopo l'infelice matrimonio con Andrea di Carloberto, morto nel 1345 per mano violenta, il fratello Ludovico d'Ungheria per vendicarne la morte giunse in Italia, inviando un legato ad Aquila con una ricca somma, al fine di ingraziarsela, e di usarla per la spedizione contro Napoli. Il signore della città, Lalle I Camponeschi (da non confondere con Pietro Lalle Camponeschi), che immediatamente si mobilitò per assediare Sulmona nel 1347. La città resistette valorosamente, mentre l'Ungaro si trovava nel palazzo del Capitano a L'Aquila. Gli giunse la falsa notizia che Sulmona era stata presa, e fece suonare le campane, una di queste al quinto tocco si ruppe, il che venne interpretato come un cattivo augurio, dato che infatti Sulmona ricevette l'aiuto di Carlo di Durazzo e Ludovico di Taranto (che nel frattempo si era unito in matrimonio con Giovanna d'Angiò), e l'esercito del Camponeschi venne respinto, e ricacciato verso Chieti.
I sulmonesi avevano chiesto agli aquilani 20 giorni di tregua, quanto bastasse a Giovanna per giungere con il suo personale esercito, e sbaragliare Pietro Lalle con i suoi mercenari Ungari presso Popoli. Ristabilita la concordia tra Giovanna e i Durazzeschi Ludovico e Carlo, la città fu occupata. Lalle Camponeschi schierò le truppe presso Cittaducale, inviando a Sulmona il messo Ugolino da Fano con 2.000 cavalieri, ma dato che non riusciva a prendere la città, abbandonò per sempre l'assedio. Dato che i sulmonesi si dimostrarono largamente fedeli e ospitali verso i Durazzeschi, la città ottenne vasti privilegi, oltre a possedere le terre di Pettorano, Pacentro, del Morrone. Nel 1352 il re Luigi d'Angiò soggiornò a Sulmona, e si vendicò dell'assedio degli Aquilani durante il governo dei Durazzeschi, sequestrano gli ambasciatori, e costringendo i cittadini a pagare 800 once per riaverli. La rivalità con Aquila non continuò soltanto dal punto di vista politico, ma si acuì nel 1355 al livello territoriale della diocesi, poiché il vescovo Paolo di Bazzano iniziò ad espropriare alcuni terreno, mentre il pontefice Urbano V favoriva il vescovo Stefano Sanità (eletto nel 1362).
Entrata nelle grazie di Ladislao di Durazzo, Sulmona il 28 dicembre 1406 ebbe il privilegio di battere moneta, istituita di una zecca propria, dove si poteva ricopiare il marco reale, con l'aggiunta si SUL (Sulmona) per indicare il luogo di provenienza. Con i privilegi vari, la città era divenuta molto fiorente sul panorama culturale, e anche artigiano, con la grande produzione d'argento, tanto che poteva concedersi di battere moneta. Il diploma con cui Sulmona poté incidere le sue iniziali sui marchi venne stipulato nel 1410, specialmente per quanto riguarda la celebre frase ovidiana Sulmo mihi patria est (SMPE). I privilegi continuarono anche con Carlo III di Napoli, fino all'arrivo di Giovanna II.
La numismatica a Sulmona prese avvio grazie alle concessioni di Ladislao di Durazzo del 1406 e del 1410: i cittadini ebbero tanto caro il valore della loro terra che a somiglianza delle monete mantovane, il nome e l'effigie di Virgilio improntavano, adottando per insegna del comune le quattro iniziali dell'emistichio Sulmo mihi patria est (S.M.P.E.), iscrivendole in oro sul campo rosso del loro scudo, e ripetendole nelle monete e nei sigilli. Vennero coniati bolognini di Carlo III di Durazzo, tornesi e carlini, sotto le reggenze di Carlo, Ladislao, Renato, Alfonso, Ferdinando d'Aragona, Carlo VIII e Federico III.
Le varie raffigurazioni patriottiche sulmonesi erano il busto di San Panfilo, più frequente quello di San Pietro Celestino. Sulmona insieme all'Aquila batté monete durante le guerre civili dell'Abruzzo combattute tra Ludovico d'Angiò e Carlo di Durazzo; la zecca di Napoli era rimasta inattiva e la produzione si spostò nella valle Peligna, per finanziare le truppe e agevolare i traffici nella provincia ai confini dello Stato della Chiesa. Carlo di Durazzo continuò a mantenere aperta la zecca a Sulmona, facendo battere marchi durazzeschi il 28 dicembre 1407, concedendo di mettere le iniziali SMPE d'oro in campo rosso. Delle nuove monete stampate dalla reggenza di Alfonso in poi, la cui stampa fu accordata col diploma, cioè mezzanini (carlini), bolognini da 50 al ducato, tornesi e doppi denari da 6 al bolognino, non si conosce che il bolognino, ultimo coniato nel regno, con le solite iniziali e il busto di San Panfilo.
Anche durante la guerra di Giovanna II, nei primi anni del regno di Ferdinando I, Sulmona ottenne nuova conferma della zecca dal figlio Renato, di cui però non resta nulla. Ritornata la città all'obbedienza di Ferdinando, la zecca fu riaperta, come prova il carlino D. + ferdinandvs:d:r:r:sicilie:v. Vtriusque. Arme inquartate di Aragona e di Napoli, col re seduto sopra due leoncini, lo scettro gigliato, il globo crocigero in mano, nell'altra una s, iniziale dello zecchiere.
Nella reggenza di Carlo VIII si intravede una decadenza della stampa di monete, poiché sono solo copie delle precedenti, senza originalità artistica. Il 18 agosto 1496 Sulmona, rientrata nel dominio aragonese dopo l'occupazione francese, chiedeva a Ferdinando II il ripristino della zecca, ma alla sua morte il prestigio andò perduto. L'ultima moneta prodotta a Sulmona risale al 1528, due anni dopo l'infeudamento della città da parte di Carlo V a Carlo di Lannoy, duca di Lautrec. Carlo aveva concesso nuovamente alla città di battere moneta con diploma del 29 aprile, ma alla morte di Lautrrec, con i successivi feudatari, il diploma non ebbe più valore.

### Dagli Angiò agli Aragona
(Commento di Alfonso V, passando per Sulmona nel 1438, riferendosi ad Ovidio)
Nel 1417 Giovanna II di Napoli salì al trono di Napoli, e i sulmonesi immediatamente la riconobbero come regina, guadagnandosi dei privilegi, anche se nel 1420, guastatisi i rapporti della regina con papa Martino V, venne inviato in Abruzzo il luogotenente Braccio da Montone.
Nell'ambito del matrimonio tra Giovanna e re Alfonso d'Aragona, Sulmona si trovò nelle mire espansionistiche di Braccio da Montone, Giovanna II e Jacopo Caldora. Quest'ultimo, capitano di ventura, era fedele a Giovanna e si batté contro l'esercito di Muzio Attendolo Sforza, che sconfisse Jacopo quando volle assediare Napoli da Porta Marina. Jacopo si ritirò in Abruzzo, nel 1421 Braccio a tappe forzate era partito da Perugia per aspettare Alfonso V d'Aragona alle porte di Napoli il 7 giugno, dove Giovanna lo nominò gran connestabile. Jacopo si contrappose a Braccio, che aveva mire di conquista in Abruzzo, e fortificò il castello di Pacentro, e cacciò i funzionari di Giovanna da Sulmona. Dispose le sue forze sui monti Peligni per arrestare l'armata di Braccio, ma perso il feudo di Campo di Giove, si spostò a Castel di Sangro dove fuggì successivamente attraverso la Terra di Lavoro. Braccio insieme ad Alfonso ed a 4000 cavalieri aveva in mano l'Abruzzo e iniziò la campagna della riconquista del Regno di Napoli. Jacopo giungerà con un nuovo esercito qualche anno più tardi, dove si scontrerà contro Braccio presso L'Aquila, nella famosa guerra del 1424.
Quando la regina Giovanna riempì il vittorioso Jacopo di privilegi e castelli, tra questi c'erano Raiano, Caramanico Terme, Campo di Giove e Pacentro, mentre i fiorenti Cantelmo si erano presi Popoli, importante punto di passaggio attraverso le gole della Maiella per la via Tiburtina Valeria, raggiungibile da Sulmona tramite la via Corfinium-Aequum Tuticum. Jacopo sarà al servizio della corona specialmente presso Sulmona, quando nel 1426 scoppiò in città una rivolta anti-aragonese, immediatamente sedata.
Inoltre in occasione della riappacificazione di Giovanna II con Alfonso, a Sulmona fu istituita la "giostra cavalleresca", che verrà abolita per mancanza di cavalieri nel XVII secolo, e ripresa alla fine del Novecento fino ad oggi. Nel 1435 alla morte di Giovanna, si creò uno scontro di successione, tra Renato d'Angiò e Alfonso, per cui i sulmonesi parteggiarono. Renato tentò anche di assalire Sulmona, ma Alfonso vi aveva installato una guarnigione.
Nuovamente ribellatasi, nel 1437 fu minacciata d'assedio da Jacopo Caldora se non avesse abbandonato la fedeltà agli aragonesi per entrare nel regio demanio. I sulmonesi non rispettarono l'accordo e scoppiò una guerra che si combatté a Castel di Sangro tra aragonesi e caldoreschi il 27 giugno 1438. Negli anni successivi Jacopo tentò più volte di espugnare la città senza riuscirci e nel 1441 tornò ufficialmente sotto il controllo di Alfonso.
Alla sua morte, avvenuta nel 1439, Jacopo Caldora fu sepolto nell'abbazia di Santo Spirito al Morrone, nella Cappella Caldora-Cantelmo. In essa vi si trova anche il monumento funebre realizzato dallo scultore Gualtiero d'Alemagna, su commissione di Rita Cantelmo, per commemorare la morte di suo figlio Restaino Caldora, fratello minore di Jacopo, avvenuta nel 1412. Nel 1440 le truppe di Antonio Caldora, figlio di Jacopo, al servizio di Renato d'Angiò, assediarono la città e l'occuparono. I sulmonesi per non subire la distruzione e il saccheggio non opposero resistenza, ma continuarono a coltivare la fedeltà verso il partito aragonese. Ferrante I d'Aragona nel 1454, prendendo momentaneamente il posto di Alfonso nella campagna di conquista contro Renato d'Angiò, arrivò a Sulmona, spedendo un privilegio dove riconosceva quelli accordati in precedenza, essendo ormai caduto Antonio Caldora in disgrazia, ricacciato e privato dei suoi feudi.

### Il terremoto del 1456

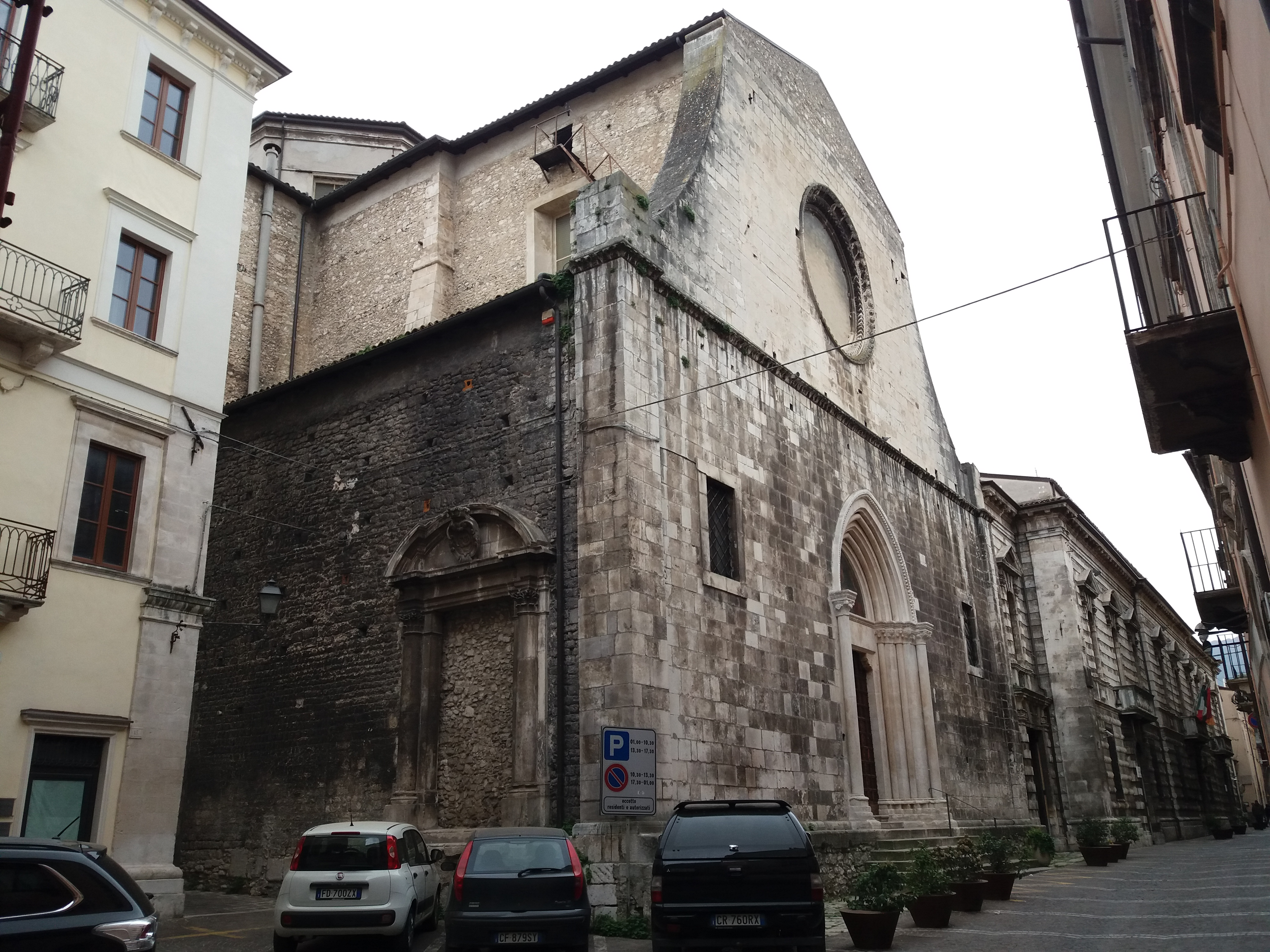
Facciata di San Francesco della Scarpa, un vero palinsesto delle varie ricostruzioni per terremoti: il portale è trecentesco, la parte bassa della facciata è quattrocentesco, e quella superiore incompiuta è del dopo sisma del 1706

Il 5 dicembre 1456 la zona del Sannio fu scossa da un terremoto di magnitudo 7.1, e i danni si ebbero nelle principali città di Napoli, Benevento, Campobasso, L'Aquila, Sulmona, mentre i centri della zona risultarono in gran parte distrutti. Sebbene Sulmona non fu direttamente coinvolta, come avverrà nel 1706, verrà danneggiata nelle abitazioni civili, nelle chiese, e nelle mura. Benché oggi sia difficile leggere le ricostruzioni che si ebbero a causa delle ulteriori ricostruzioni ex novo avvenute dopo il 1706, è possibile leggere gli effetti di questo sisma nella chiesa di San Francesco della Scarpa, che già dopo il 1456 perse gli antichi fasti del monastero voluto da Carlo I. Nella parte posteriore rimase il portale romanico, nella facciata il portale gotico del Trecento rimase intatto, ma la facciata fu restaurata in stile gotico con conci di pietra squadrati, ed un rosone, oggi semplice oculo, a causa della ricostruzione della facciata superiore dopo il 1706.
Insomma, il terremoto contribuì a una spinta di ricostruzione seguendo lo stile tardo-gotico e rinascimentale, di cui oggi si hanno pochi esempi, a causa del sisma del 1706.

### Urbanistica della città medievale

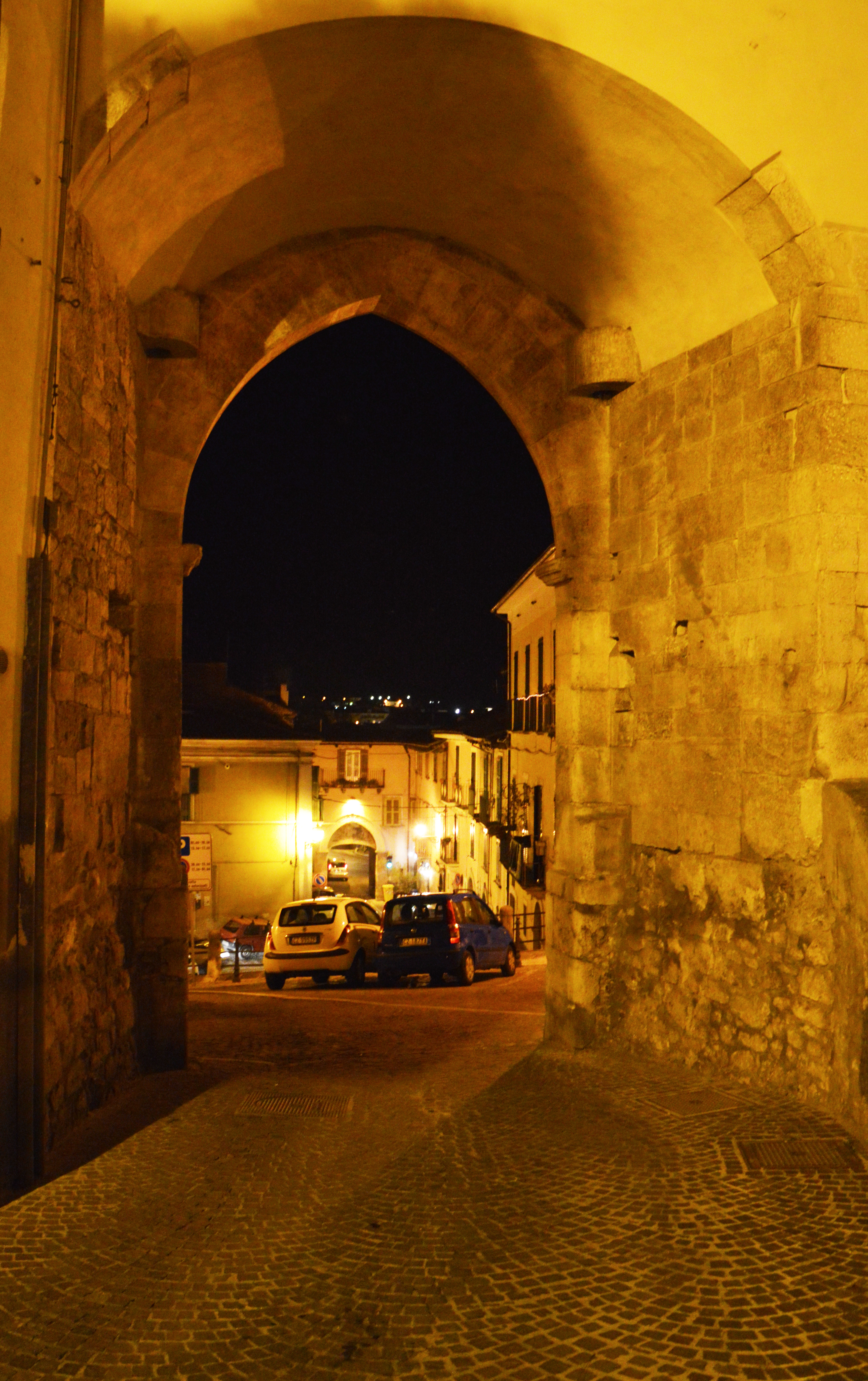
In primo piano Porta Filiorum Amabilis, e in fondo la porta Sant'Antonio della seconda cerchia muraria

L'aspetto importante della città di Sulmona riguarda, nel Medioevo (XIV secolo) il forte sviluppo urbano che portò la città a dotarsi di una doppia cinta muraria. Molto probabile è che nel III secolo a.C. esistesse già una cinta muraria, nel I secolo la città era un oppidum, e lo stesso Ovidio negli Amores ne parla come una città fortificata (Le mura dell'umida Sulmona). Ancora oggi è leggibile l'impianto quadrangolare di un castrum romano, attraversata da cardo e due decumani. La cinta muraria altomedievale rispettò le forme della preesistente e mantenne le dimensioni fino al XII secolo; la città era servita di 6 porte, due alle estremità del cardo e quattro agli angoli del quadrato, e da un ingresso secondario ad occidente. Alle porte corrispondevano altrettanti sestieri amministrativi, i cui abitanti erano tenuti alla custodia, al mantenimento e al consolidamento dell'apparato difensivo. Durante il governo di Federico II di Svevia Sulmona divenne capitale della regione, le possibilità economiche e politiche contribuirono ad ingrandire la città a tal punto che necessitò una seconda cinta muraria, dato che l'espansione in senso trasversale era impedita dai fiumi Gizio e Vella. Sorsero così 6 borghi extramurari di varia grandezza; alla dominazione angioina risalgono le nuove mura, che raddoppiò l'estensione dell'antico centro romano, inglobando nuove realtà abitative. Già prima del 1290 doveva essere completata la parte meridionale, e nel 1302 fu ultimata quella settentrionale, e la cerchia fu dotata di 7 nuove porte: due alle estremità del prolungamento dell'asse viario (corso Ovidio), 5 in corrispondenza dei nuovi borghi, mentre la modesta Porta Saccoccia fu aggiunta più tardi.
L'adeguamento delle mura avvenne con Alfonso V d'Aragona nel 1443, che edificò dei torrione quadrangolari a scarpata, lungo il filo delle cortine, dei quali resta solo una torretta presso il Borgo San Panfilo. Il terremoto del 1706 distrusse le mura, che vennero inglobate nelle nuove case ricostruite, mentre i restanti tratti furono iniziati ad essere smantellati nel XIX secolo, per permettere l'espansione della città. I resti delle mura ancora visibili risalgono al XIV secolo, nei tratti di Porta Romana, lungo la Circonvallazione orientale Nord, tra Porta Napoli e Porta Pacentrana, e in prossimità di Porta Iapasseri. Delle 7 porte che si aprivano nella prima cinta rimangono 4: la meglio conservata è Porta Filiorum Amabilis, anche se fu ampiamente rimaneggiata nel Trecento; gli altri due accessi sono Porta Iapasseri e Porta Bonorum Hominum, delle quali si conservano solo gli stipiti; mentre l'ultimo accesso di Porta Molina si presenta diverso dall'aspetto medievale, in un rimaneggiamento settecentesco.
Delle 8 porte della seconda cerchia muraria rimangono attualmente 6, in buono stato, ancora in uso tranne Porta Napoli, bloccata nell'accesso per impedire dei danneggiamenti. Questi accessi sono Porta Sant'Antonio (corrispondente a Porta Filiorum Amabilis), Porta Pacentrana (detta anche Porta Orientis), Porta Saccoccia, che è più tarda e sta in sua corrispondenza, Porta Santa Maria della Tomba. L'antico impianto medievale, sebbene alterato nel 1706, è ancora leggibile nel nucleo quadrangolare storico romano, attraversato dal cardo di Corso Ovidio a partire dal piazzale Carlo Tresca fino allo sbocco di Piazza Garibaldi: i sestieri sono il Borgo San Panfilo, il Sestiere Porta Molina, il Sestiere Porta Iapasseri, il Sestiere di Porta Bonomini.
All'accesso di Piazza Garibaldi, dove le mura sorgevano a ridosso del complesso di San Francesco della Scarpa, e dove i monasteri del Carmine e di Santa Chiara d'Assisi si trovavano in aperta campagna, nel XIII secolo venne aggiunta la seconda cerchia. I borghi che si formarono erano quello di Santa Maria della Tomba, il Borgo Pacentrano, Sestiere Porta Filiorum Amabilis, Sestiere Porta Salvatore, Sestiere Porta Manaresca. Attorno alla Cattedrale di San Panfilo sorgevano altre chiese oggi scomparse, quelle di San Lorenzo e Sant'Andrea extra moenia, e Santa Maria del Fiore; sorsero i borghi di San Lorenzo e del Pinciano, poi il villaggio Magnaporci (oggi Borghetto), i borghi di Sant'Agata, Santa Maria della Tomba (XIII secolo) e Santa Margherita (il Borgo Pacentrano, dal nome della chiesa scomparsa), La Piazza Garibaldi era il luogo d'incontri per il mercato, e vi si trovava l'acquedotto svevo del 1256, inizialmente progettato fuori le mura, e successivamente inglobato. Un'altra importante chiesa medievale era Santa Maria intus moenia, oggi di San Gaetano.

## Epoca moderna

### Il Rinascimento
Il rinascimento a Sulmona, nel campo artistico, fu molto breve, data la decadenza irreversibile della città dopo il terremoto del 1456. Mentre si perdeva il privilegio di battere moneta, erano rimasti soltanto i lanifici, le cartiere fuori le mura dei monasteri, le concerie e i mercati del bestiame, mentre anche l'oreficeria, che ebbe pieno sviluppo nel XIII secolo, andò lentamente perdendo importanza. Il personaggio di spicco culturale più famoso fu Ercole Ciofano, umanista abruzzese che studiò greco e latino, uno dei primi studiosi delle opere di Ovidio, che pubblicò in stampa le Metamorfosi nel 1574, con l'approvazione di Paolo Manuzio. Nel 1578 Ciofano pubblicò a Venezia il commento a tutte le opere di Ovidio presso l'editore Aldo Manuzio.

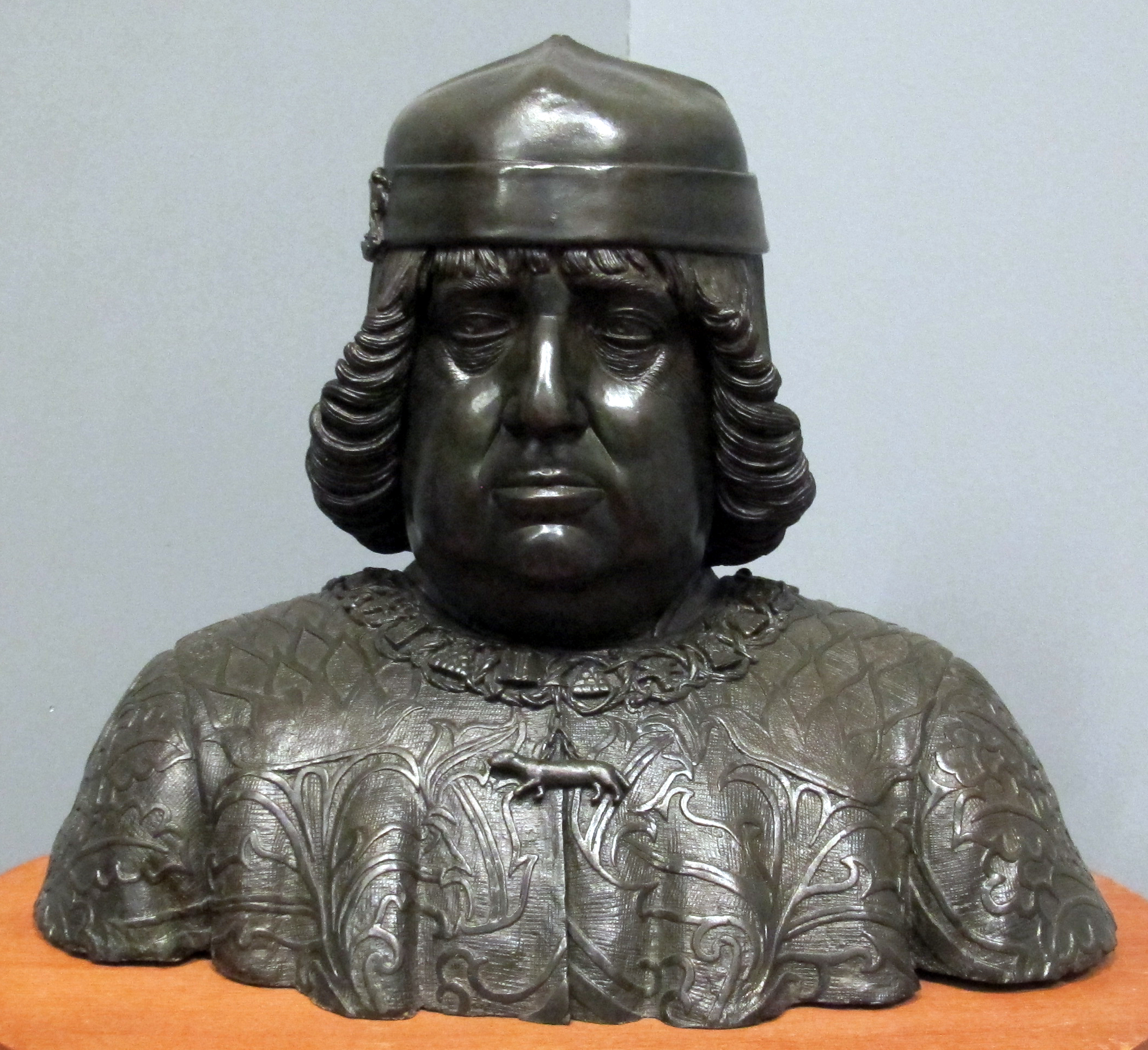
Ferrante I d'Aragona

Nel 1459 Sulmona subì ancora un altro assedio da parte di Antonio Caldora, mentre una coalizione di eserciti a favore del casato angioino conquistavano anche Aquila e gran parte della Puglia. Mentre Alfonso e Ferrante si mobilitavano da Sarno per rispondere a questa provocazione, il capitano Niccolò Piccinino, seguace di Renato, veniva in Abruzzo, riducendolo all'obbedienza, ad eccezione di Sulmona e qualche altra città che ancora resistevano saldamente. Tuttavia nel 1460 anche Sulmona per fame dovette cedere. La città andò in dominio a Ferrante I d'Aragona, e nel 1460 lo sostenne nella guerra contro Giovanni e Renato d'Angiò, che spedì in città il luogotenente Jacopo Piccinino insieme a Niccolò. La città fu cinta d'assedio, e resistette sette mesi. Ma il Piccino aveva intanto ottenuto la vittoria nella battaglia di San Flaviano il 22 luglio (Giulianova) contro Alessandro Sforza, assumendo il controllo di tutte le forze angioine abruzzesi. Capitolata anche Sulmona, il Piccinino si abbandonò a saccheggi e distruzioni. Acquartieratosi davanti alle mura, chiese al capitano Giovanni Antonio Caldora, signore di Pacentro, di aprire le porte, ma alla risposta negativa, il Piccinino si mise a saccheggiare i borghi circostanti fino ad entrare in città. Tentò anche di assediare Caramanico Terme, ma le abbondanti nevicate glielo impedirono. Per un breve periodo re Ferrante concesse a Jacopo Piccinino il governo della città, fino al guastarsi dei rapporti con la corona, e alla morte nel 1465. Sulmona rientrò nel regio demanio, e quando Ferrante si sposò con Giovanna d'Amalfi nel 1477 le dette il controllo di Sulmona, dunque si trattò di una perdita della semi-autonomia della città, una profonda umiliazione, che rendeva la città uguale a qualsiasi feudo del regno. Nel 1479 si verificò una grave pestilenza che flagellò la città, pochi anni più tardi esplose la guerra dei Baroni, e la città fu costretta a fornire vettovaglie e cibo alle truppe di passaggio, subendo maggiori privazioni e depredazioni, nel 1486 si accese la rivalità tra le potenti famiglie Quatrario e Merolini, che prima della pace, compirono stragi e assassini, fino alla riappacificazione per via di San Giovanni da Capestrano, che volle l'erezione del convento di Sant'Antonio fuori le mura.

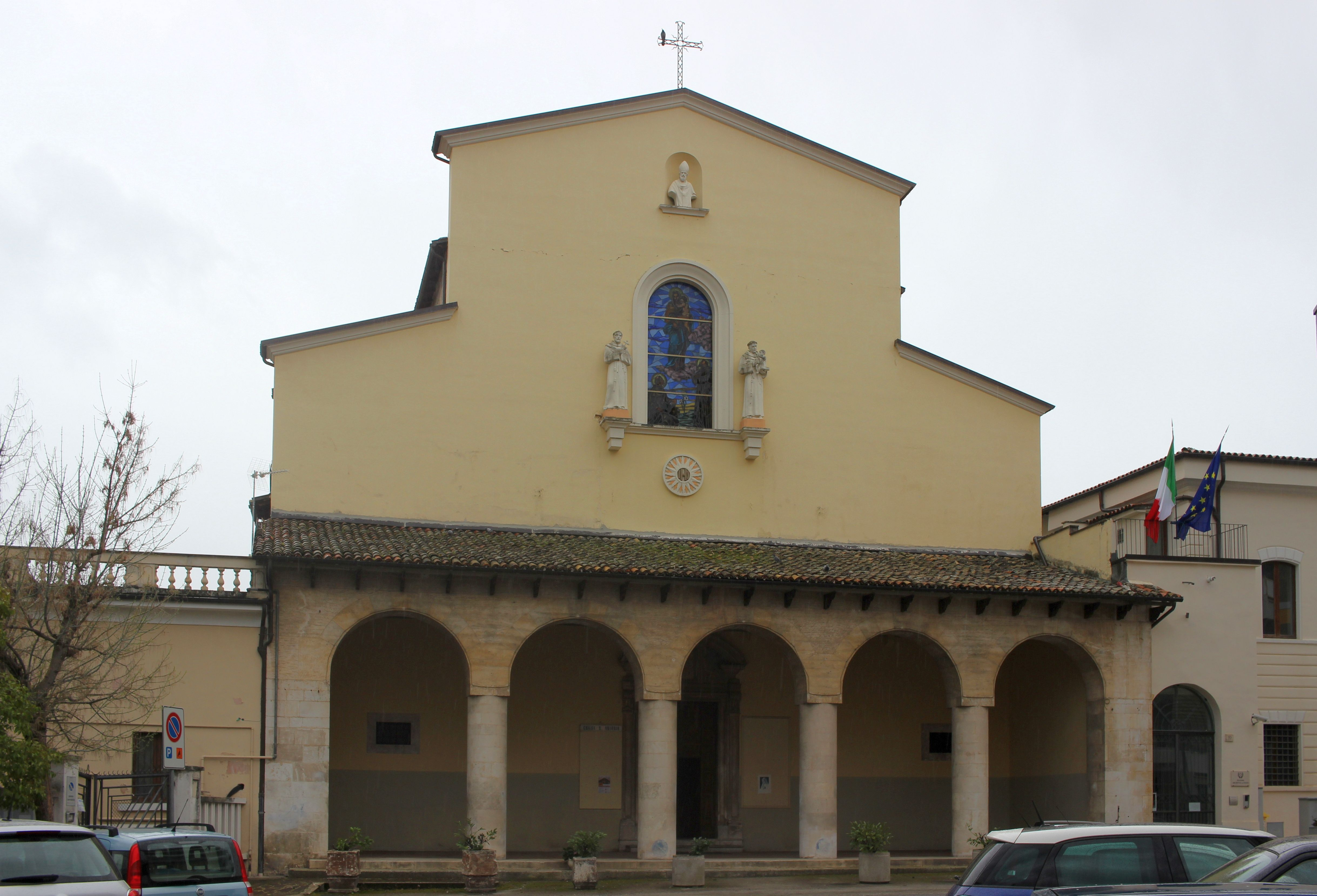
La chiesa di Sant'Antonio di Padova, voluta da San Giovanni da Capestrano

La guerra tra le potenti famiglie sulmonesi avvenne per le discordie intestine nella Casa di Napoli, con l'arrivo dei Durazzeschi. Lo storico De Matteis riporta che nel 1457 Raimondo Quatrario uccise in rissa Gentile De Merolinis e Germano d'Onofrio. I partigiani dei Quatrario furono esiliati nel 1470. Nel 1486 i tumulti furono più accesi, e fu mandato da Napoli il capitano Bernardino Mormile. Nelle zuffe rimasero uccisi o feriti Pietro Gagliardo De Merolinis e il mastrogiurato della città. L'anno seguente i Quatrario malgrado l'esilio tornarono in città e uccisero Pietro Gagliardo, incendiandone il palazzo. Ferrante I mandò una nuova pattuglia per punire i colpevoli, ma non si accanì nel saccheggiare la città, poiché gli era stata fedele nelle varie spedizioni militari. Infatti prima del 1706, presso l'ex Porta San Salvatore si trovava una statua pomposamente addobbata del sovrano a cavallo, a testimonianza della fedeltà del popolo. A Ferrante succedette Alfonso II, e dopo la breve guerra contro Carlo VIII di Francia, quando L'Aquila che si era schierata con i francesi capitolò, non subendo però vendette da Napoli, anche Sulmona fu intimata a mantenere la fedeltà agli Aragona. Sulmona però giurò fedeltà a Carlo VIII per non subire saccheggi, nel breve lasso di tempo in cui la Francia controllò Napoli, ed ebbe riconfermati i privilegi di Ferrante I, rimanendo comunque infeudata a Giovanna, ma con il privilegio di continuare a battere moneta. Nel 1496 però Carlo VIII fu sconfitto e la città tornò pienamente sotto il controllo di Napoli.

### Il Cinquecento
Più tardi però nel 1500 fu stipulato il trattato a Cordova il trattato tra Luigi XII di Francia e Ferdinando il Cattolico, per la spartizione del regno di Napoli, e Sulmona andò in mano ai Francesi di Francesco. Quando Ferdinando II di Napoli assunse la reggenza del trono nel 1516, Sulmona dovette giurare fedeltà, due anni dopo l'università venne affidata al controllo degli ufficiali di Giovanna D'Aragona, mentre papa Leone X nel 1521 concludeva il trattato di controllo del Regno di Napoli colla Francia, determinando il destino anche della città abruzzese.
Fu però cosa breve perché i francesi vennero sconfitti dalla Spagna di Carlo V, che conquistò anche l'Abruzzo, infeudando Sulmona a Carlo di Lannoy, che perse tutti i privilegi che erano stati riconosciuti durante il governo di Ferrante II, riconfermati ancora da Carlo VIII. Lannoy venne a Sulmona con Odet de Foix conte di Lautrec, che installò dei presidi nei territori strategici, come la piana delle Cinquemiglia e a Popoli. Intanto a Sulmona si tentò la ribellione al nuovo feudatario, eleggendo il procuratore Girolamo Capograssi, che si dichiarò fedele al sovrano di Napoli, ma non servì a niente. Lautrech si installò con la forza, pretendendo con vessazioni il pagamento di somme di denaro per le spese di guerra, arrivando a pretendere l'erario anche delle chiese. Morto nel 1528, a Carlo Lannoy successe il figlio Filippo, che si comportò come un despota, scatenando l'ira popolare e del senato dei nobili, che si concluse con transazione nel 1563. Nel 1535 i sulmonesi cercarono con un'ambasciata di riottenere lo status dell'epoca aragonese, ma senza successo, poiché il feudo era stato confermato perpetuamente ai Lannoy. Nel 1558 con Carlo II di Lannoy ci furono altri tentativi dei sulmonesi di un perdere i privilegi, poiché questa seconda richiesta, che sfociò in aperta controversia legale, riguardava proprio il fatto di non vedere più attuati i privilegi aragonesi di cui godevano i cittadini, che furono uno ad uno rimossi.

### Il Seicento

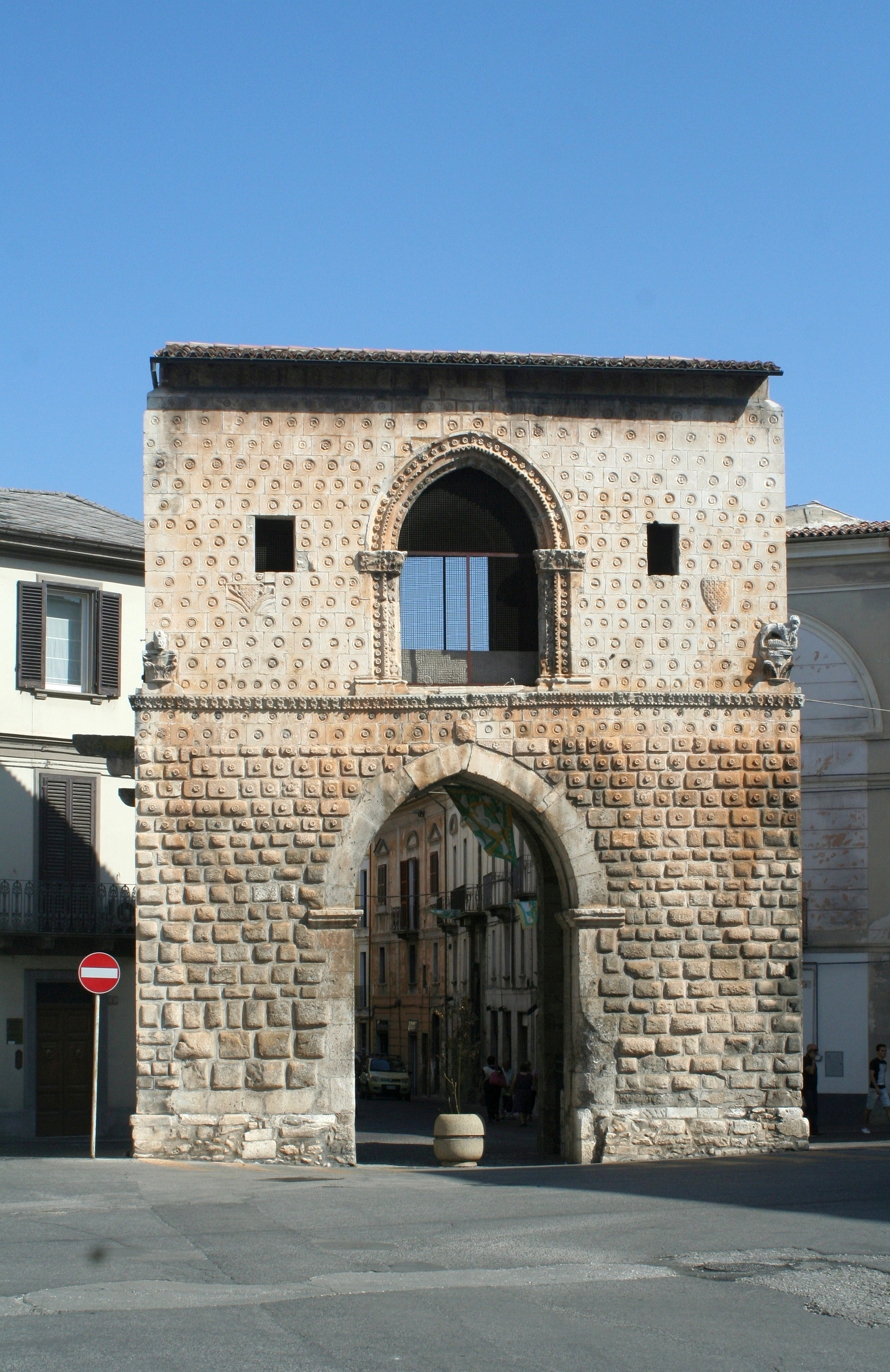
Porta Napoli

Nel 1604 la dinastia dei Principi Lannoy di Sulmona si estinse, e la città tornò nel regio demanio. Due anni dopo, contro l'illusione dei cittadini di tornare ancora una volta a godere degli antichi privilegi, fu venduta al Principe di Conca, e poi passò ai Borghese; in questo periodo visse l'umanista Ercole Ciofano, che introdusse in città l'arte della stampa, anche se però fu cosa breve. La situazione politico-economica della città nel Seicento apparve, come L'Aquila, cristallizzata, senza particolari eventi d'interesse. I nobili e gli accademici vivevano nelle loro dimore, frequentando circoli autoreferenziali, rimpiangendo il glorioso passato, mentre l'economia era stagnante, né in grave decadenza, ma nemmeno in forte sviluppo. Fatto sta che i monasteri, come quelli di Santa Chiara e dei Santi Cosma e Damiano, andarono lentamente impoverendosi, il nuovo clima politico incise fortemente anche sui mercati e le fiere. 
Dal punto di vista culturale, a Sulmona nel 1603 fiorì l'Accademia degli Agghiacciati, ispirata all'Arcadia romana nel comporre poesie d'argomento bucolico ed idilliaco classico, tramandandosi il ricordo del poeta locale Publio Ovidio Nasone. Nel 1607 nacque il convento dei Carmelitani presso la chiesetta di Santa Maria lungo l'acquedotto svevo, nel 1620 fu eretto il monastero dei Padri Paolotti presso la chiesa di San Francesco da Paola al cimitero, fuori Porta Napoli, eretto sopra la diroccata Santa Maria delle Grazie. Nel 1626 finirono i secolari litigi tra le due cattedre di San Panfilo e San Pelino, dove ne uscì vincente Valva. Nel 1639 fu costituita la Congrega di San Filippo Neri presso la chiesa affacciata in Piazza Garibaldi, nel 1647, sulla scia della rivolta di Masaniello, anche in città scoppiarono tumulti popolari contro il magistrato, venne assaltato Palazzo Mazzara, mentre l'esercito regio passava da Celano, poi per Popoli, occupando Sulmona con rappresaglie feroci. Il 1647 e il '48 furono anni difficili per Sulmona e per l'Abruzzo, contrassegnati da una grave carestia. Nel 1668 il fenomeno del banditismo colpì anche Sulmona, che subì vari saccheggi sino al 1683, quando il viceré instaurò una truppa speciale per ciascuna città del regno. Nel 1686 si costituì in città la Compagnia del Gesù di Sant'Ignazio, che per beneficio di Francescantonio Sardi, nell'attuale Piazza XX Settembre fondarono il monastero (oggi si conserva solo l'ex convento del Palazzo del Gran Caffè, poiché la chiesa rimase distrutta col terremoto del 1706, e nel primo Novecento se ne vedevano ancora degli avanzi dell'abside).

### Pianta di Sulmona del Pacichelli

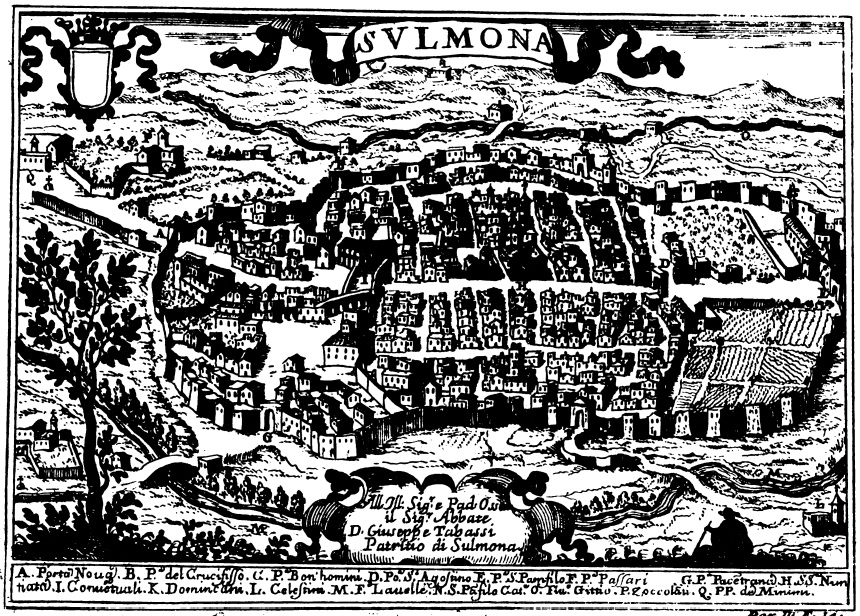
Mappa settecentesca di Sulmona tratta da Il Regno di Napoli in prospettiva di Giovan Battista Pacichelli

La città appare cristallizzata anche nelle carte geografiche, come quelle di Giovan Battista Pacichelli, o in quella del XVI secolo del Braun & Hogenberg. La carta più importante e più dettagliata a fornire un panorama urbano della città nel XVII secolo, prima del 1706, è quella del Pacichelli. La città è mostrata dal lato est, con i due estremi del cardo: Porta Napoli e Porta San Panfilo rispettivamente ad ovest ed est (ossia sud e nord). Chiaramente visibile è il cardo del corso Ovidio, insieme a vaste aree degli orti dei conventi come quello della Cattedrale, di San Francesco della Scarpa e di Santa Chiara, l'acquedotto medievale sulla Piazza Maggiore risulta costituito da doppia cinta, che si collega direttamente col monastero dei Francescani, e si interrompe tra le case, segno che già aveva perso la sua importanza. Partendo da ovest verso est, delle lettere dell'alfabeto indicano i monumenti più importanti: Q è il monastero dei Padri Minimi (ossia San Francesco di Paola), P il convento degli Zoccolanti, ossia di Sant'Antonio, A è Porta Nuova (o Porta Napoli), G è Porta Pacentrana, B è Porta del Crocifisso (o Santa Maria della Tomba), I è il complesso di San Francesco con l'acquedotto, H è il complesso della Santissima Annunziata, C è Porta Bonorum Homunum, K è il convento dei Domenicani, F è Porta Iapasseri, D è Porta Sant'Agostino, che era posta all'imbocco del corso Ovidio dalla villa del Duomo, O è il fiume Gizio, nella mappa posto a nord, ma in realtà situato ad Occidente; M è il fiume Vella, nella mappa a sud, ma in realtà ad est, L è l'abbazia di Santo Spirito al Morrone, il complesso dei Celestini, ed infine ad est (ossia a nord) N ed E rappresentano la Cattedrale e la Porta San Panfilo.

#### Il terremoto del 1706
(Commento del viceré di Napoli Juan Manuel Fernández Pacheco)

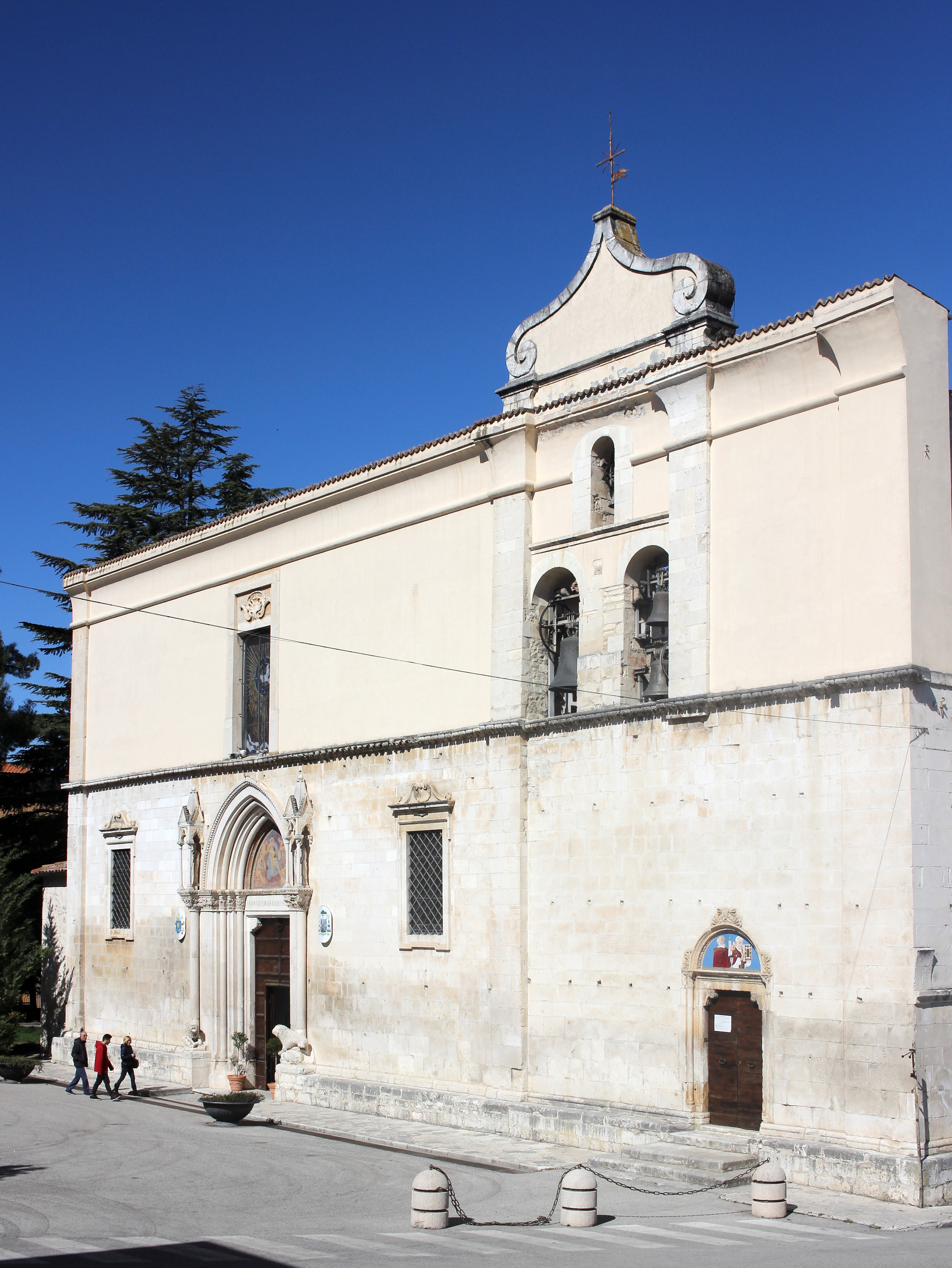
Il Duomo di San Panfilo: la parte bassa della facciata è chiaramente medievale, mentre la zona superiore col campanile è settecentesca

Nella notte tra il 3 e il 4 novembre 1706 due fortissime scosse di terremoto sconquassarono la parte sud dell'Abruzzo a confine col Molise, nelle province dell'Abruzzo Ultra II aquilano, dell'Abruzzo Citeriore teatino e del contado di Isernia. La faglia fu riconosciuta sul Monte Morrone-Coccia, presso Campo di Giove: la città di Sulmona fu completamente distrutta, e danni gravissimi si ebbero nei comuni limitrofi di Campo di Giove, Lama dei Peligni, Pacentro, Cansano, Corfinio, Palena, Gamberale, Manoppello, Caramanico Terme, Popoli e Bussi sul Tirino. L'Aquila, già pesantemente danneggiata nel 1703, subì ulteriori danni, la scossa fu avvertita anche nel Lazio, nella Campania e nella Puglia foggiana. Nella valle Peligna le vittime furono 2.400, e più di mille soltanto a Sulmona. Testimonianze storiche sono oggi giunte a noi, in una relazione del viceré Marchese di Vigliena. Nella sua relazione, oltre alla descrizione dei danni nei vari centri limitrofi della Maiella, si parla soprattutto della desolazione di Sulmona, un tempo definita la "Siena degli Abruzzi". Solo il convento dei Cappuccini, il campanile della chiesa dell'Annunziata e il Palazzo del questore Galparo Monti erano rimasti in piedi, e nel resto tutti gli edifici erano abbattuti con gravissimi danni. Tra la popolazione, fuggita nelle campagne, si diffuse il panico, temendo il castigo divino per il terremoto, nella Maiella si aperse una frana, da cui uscì zolfo. La testimonianza del fumo di zolfo uscente dalla Maiella la dette anche il duca Acquaviva di Atri, venuto in città per offrire denaro e soccorsi. La ricostruzione avvenne abbastanza celermente, ma molti secoli di storia medievale e rinascimentale della città andarono perduti per sempre, poiché molte chiese e palazzi dovettero esser ricostruiti daccapo, e ciò si vede nelle chiese di Santa Chiara, della Santissima Annunziata nel Duomo di San Panfilo, nelle chiese di San Gaetano, San Pietro, nella chiesa di San Filippo Neri, nella chiesa del Carmine. Fino alla metà dell'800 inoltre il complesso di Sant'Agostino rimase in abbandono, e sopravviveva solo la facciata che si trovava prezzo Piazza Vittorio Emanuele (oggi Piazzale Carlo Tresca), che fu smontata e ricollocata presso la chiesa di San Filippo su Piazza Garibaldi, visto l'alto valore storico del portale gotico. Solo sparuti elementi medievali sopravvissero alla catastrofe del 1706, ossia la chiesa di Santa Maria della Tomba, il cui interno fu ripristinato negli anni '60 in stile gotico, la casa di Giovanni Sardi e la porzione dell'acquedotto svevo nella piazza.

### Fatti del Settecento
La ricostruzione della città avvenne simbolicamente con gli edifici della Cattedrale e del nuovo Episcopio nel 1713, con la viva partecipazione del papa Clemente XI. Nel 1744 scoppiò la guerra tra Spagnoli e Austriaci per il possesso del regno, e l'Abruzzo venne coinvolto. Gli spagnoli, guidato dal duca di Modena, che entrò insieme al duca di Castropignano nella città, riunendosi in un presidio di guerra dentro la Cattedrale per decidere il da farsi. Il barone Vincenzo Mazzara ospitò nel suo palazzo il quartier generale delle truppe, e divenne capo della coalizione per ricacciare gli austriaci, mentre questi scendevano in Abruzzo da Teramo e L'Aquila. Tuttavia non ci fu verso di contrastarli, poiché fino al ritorno al potere di Carlo III di Borbone, gli Austriaci governarono il regno di Napoli. A Sulmona si riaccesero delle diatribe riguardo l'ordinamento amministrativo, temendo nuove spoliazioni, dopo quelle avute col Conte di Lannoy.
Tuttavia non cambiò quasi nulla, vennero soltanto scelti dei baroni-sindaci che amministravano la giustizia e la politica dei feudatari, in nome del sovrano. Una decina d'anni dopo nel 1764 ci fu una grave carestia, e il prezzo delle salme e del grano dovette essere rivista. I popolani suonarono la campana del convento dei Frati Minori Cappuccini, chiamando la gente a rapporto, che assediò la casa del sindaco. Benché i colpevoli vennero arrestati e processati, alla fine per evitare nuovi tumulti il prezzo del grano venne ribassato. La notte del 6 febbraio 1777 ci furono nuove forti scosse di terremoto, anche se i danni non furono considerevoli, ma tanto bastò perché i cittadini il 28 maggio si accordassero con quelli di Ascoli Piceno per eleggere Sant'Emidio compatrono.

## L'occupazione francese del 1799

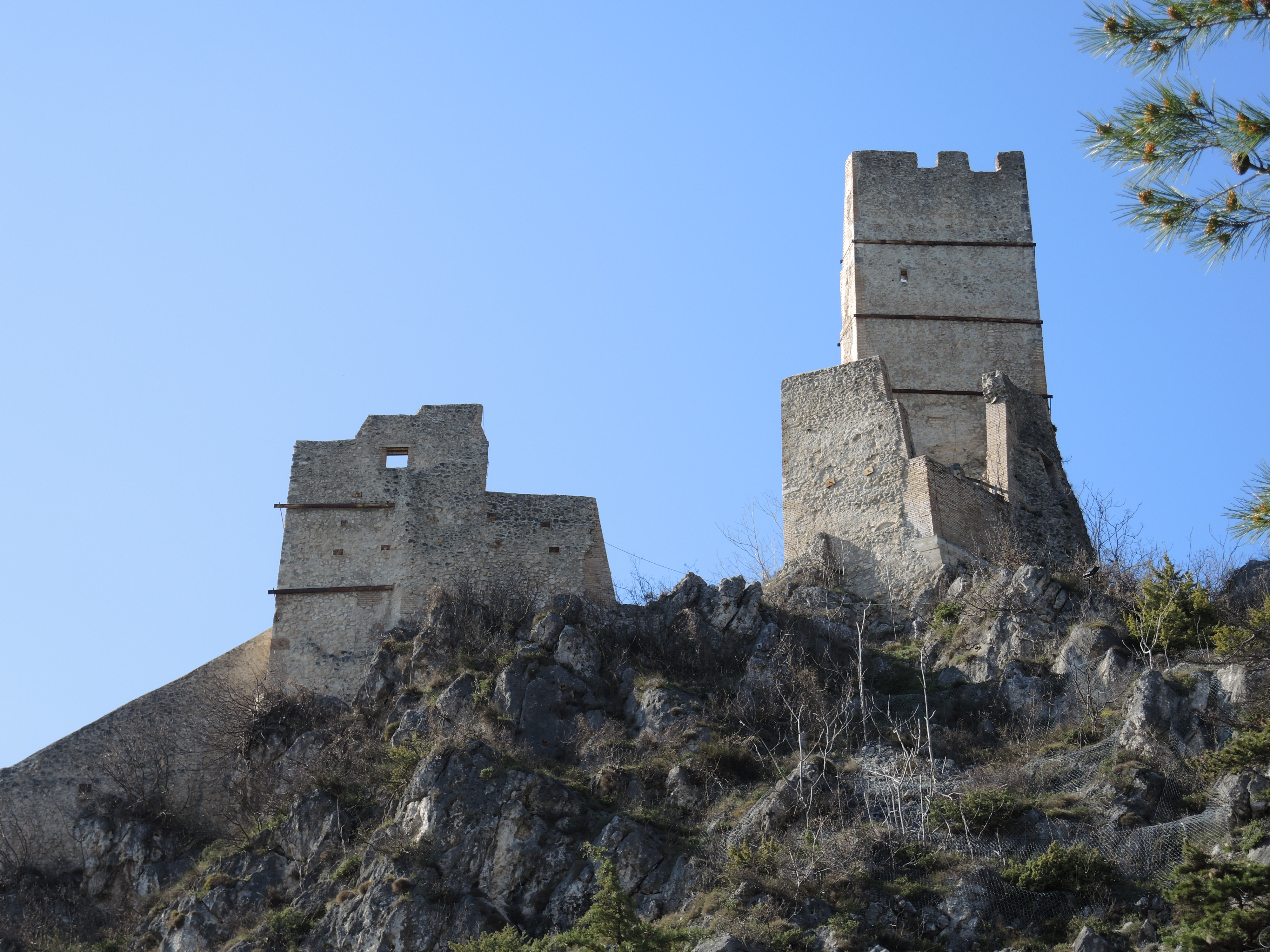
Il castello di Roccacasale, vicino a Sulmona, come si presenta oggi, dopo la furiosa battaglia di Giuseppe Pronio contro i francesi

Un considerevole episodio della storia sulmonese riguarda i tumulti abruzzesi contro i francesi nel 1798-99. In seguito ai fatti politici che coinvolsero Ferdinando I delle Due Sicilie, all'arrivo dei francesi di Gioacchino Murat nel 1798, il 15 dicembre le masse del Regno di Napoli, capeggiate dai nobili filoborbonici, dettero via ad insurrezioni e squadre di controllo di matrice antigiacobina. L'arrivo dei francesi in Abruzzo iniziò con la conquista di Rieti e Terni alla volta di L'Aquila, quando il generale Lemoine sconfitte le truppe del generale Sanfilippo a Terni, entrò a Cittaducale senza incontrare alcuna resistenza. Il Camerlengo dell'Aquila Giovanni Pica indisse una pubblica riunione nella Cattedrale di San Massimo per incitare la popolazione a prendere le armi, per ostacolare l'avanzata francese presso Antrodoco, ma l'inesperienza militare delle masse determinò anche questa sconfitta, e Lemoine entrò a L'Aquila il 16 dicembre, conquistando il Castello spagnolo e ponendo il quartier generale. Il bando di guerra dell'amministrazione provvisoria della città del generale Lemoine venne fatto pervenire a Duhesme, avvisandolo dei suoi movimento verso Sulmona. Il messaggio fu ricevuto a Tocco da Casauria, nel quale si contenevano le disposizioni generali per occupare e amministrare la città, con obbligo di donare armi, campane, denari, e di abbandonare la fede cattolica, cedendo i tesori delle chiese e delle congreghe. Lemoine, lasciato un presidio a L'Aquila, partì verso il mare di Pescara, passando per Sulmona e Popoli, dove l'attendeva il generale Duhesme, che aveva conquistato l'Abruzzo settentrionale di Teramo, passando per il Tronto. Passata la valle Peligna e l'alto Sangro, i francesi arrivarono il 23 dicembre a Pescara, dove la fortezza borbonica fu occupata. Il 16 dicembre fu terminato il saccheggio dell'Aquila, e tumulti si ebbero anche a Sulmona. Le truppe francesi si dimostravano sprezzanti, irruente e voraci nei confronti delle ricchezze delle città e della miseria della popolazione. Ad esempio a Popoli, nell'atto notarile di Michele Antonio Carosi, si comprende come i francesi intirizziti dal freddo, si fossero abbandonati immediatamente al saccheggio, con fuga della popolazione. Il 24 dicembre i francesi entrarono a Popoli mettendo a ferro e fuoco il paese, devastando anche le chiese, senza ritegno, occupando la taverna ducale per il pagamento dei dazi, fecero il quartier generale nella casa di don Vincenzo De Vera, e dopo aver depredato le dispense, incendiarono l'abitazione.
(dalle memorie di Paul Thiébault)

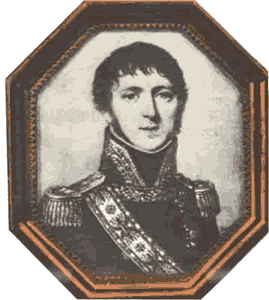
Paul Thièbault

In questo momento in Abruzzo si ebbero i primi focali del brigantaggio, poiché i contadini di Popoli, dopo che ebbero ritrovate le donne con i bambini morti assiderati, poiché erano fuggiti dal paese, si accordarono per scacciare il nemico. Il popolese Pietro Rico presso il lanificio Cantelmo uccise a fucilate il generale Point, secondo di Lemoine, che rispose con efferata durezza, scatenando la guerra civile. I popolesi resistettero, ma essendo meno equipaggiati e in minor numero, presto abbandonarono la città, i francesi rientrarono a Popoli e nuovamente la saccheggiarono, stavolta per vendetta, ma non mancarono episodi di eroismo civile, come una donna che con una pietra uccise un capitano francese, ma venne giustiziata immediatamente. Tutto ciò avvenne il 25 dicembre, giorno di Natale. I francesi, dopo aver saccheggiato L'Aquila e il suo contado, la Marsica ed Avezzano, nei primi di gennaio del 1799 si diressero verso Napoli., dovendo passare per Sulmona. Il generale Duhesme dette ordini a Rusca, Monnier e Thiébault di presidiare i principali centri di Pratola Peligna, Corfinio (allora Pentima) e Roccacasale onde evitare nuovi tumulti, poiché in quel periodo l'introdacquese Giuseppe Pronio, prefetto di Chieti, aveva iniziato una campagna antifrancese più organizzata degli isolati tumulti popolari. Giuseppe Pronio infatti volle attaccare i francesi presso il castello di Roccacasale. La battaglia iniziò presso l'eremo di San Terenziano di Corfinio, dove Pronio fece rovinare nella strada da Popoli a Sulmona una gran quantità di sassi, accompagnata da sparatorie. Il capitano Rusca si vendicò contro la popolazione di Roccacasale con esecuzioni sommarie, credendo che i cittadini parteggiassero per il Pronio. Costui si accordò con il barone Giuseppe Maria De Sanctis, per bloccare l'avanzata francese, per cui scoppiò una guerriglia durata 5 giorni, terminata il 14 gennaio con l'arrivo di rinforzi francesi. Pronio si asserragliò nel castello medievale posto in cima al paese, resistendo 3 giorni, fino alla morte quando salì sulla torre maestra per difenderla. Il 5 gennaio i francesi compirono a Roccacasale una tremenda carneficina di civili, credendoli cospirazionisti, come si legge nell'archivio parrocchiale del comune.
Nonostante la morte di Giuseppe Pronio, si costituì una nuova lega anti-francese dei comuni di Bugnara, Anversa degli Abruzzi e Introdacqua capeggiata dal sacerdote don Gaetano Gatta e da Giovanni Raffaele d'Espinosa, che combatterono i francesi a Roccacasale il 15 marzo. I francesi alla fine procedettero verso Sulmona, non prima di aver compiuto l'ennesimo saccheggio. Il 24 dicembre 1798 le truppe di Lemoine erano entrate a Sulmona, senza che i cittadini opponessero resistenza, e la città non fu saccheggiata, data l'importanza militare che poteva avere. Tuttavia ci furono alcuni episodi d resistenza, con 30 fucilati; Lemoine vi ripasserà il 29 dicembre, e combatterà contro Giuseppe Pronio presso Corfinio; intanto il capitano Rusca, concluso il saccheggio di Popoli, rioccupò Sulmona il 2 gennaio 1799, seguito da Duhesme, e scoppiò la rivolta popolare. Pronio all'alba del 4 gennaio con la sua banda di pastori, contadini e carcerati giunse alla chiesa di San Domenico da Porta Iapasseri, dove si trovavano le truppe del Duhesme, e si unì alle truppe di Giovanni Raffaele d'Espinosa: simulando di nascondere zappe sotto i pastrani e mantelle, aprirono il fuoco al segnale contro i francesi, e ben presto il sestiere fu cinto d'assedio: Giuseppe Pronio appiccò il fuoco alla caserma del convento, costringendo il grosso delle truppe a fuggire, il combattimento durò tutto il giorno, con gettiti d'acqua bollente, tegole, sedie, sassi, e tanto forte fu la reazione della popolazione civile che si unì alle truppe armate che i francesi dovettero abbandonare la città. Costoro però in breve tempo ricevettero rinforzi da L'Aquila e attaccarono nuovamente Sulmona, e stavolta Pronio dovette ritirarsi a Introdacqua, seminando la strada di alberi abbattuti per rallentare l'inseguimento. Sulmona temette un grave saccheggio, impedito però dal fatto dell'arrivo del generale Lemoine per acquartierare l'esercito, tuttavia Duhesme fece fucilare gli insorti: i francesi rimasero a guardia della città fino al 5 gennaio, quando le trippe di Duhesme partirono il 9 per Isernia.
La vendetta degli abruzzesi però giunse presso Castel di Sangro, nel passaggio di Rocca Valleoscura (oggi Rocca Pia) e Pettorano sul Gizio, il 10 gennaio 1799. Giuseppe Pronio, temendo che anche la sua Introdacqua venisse attaccata, decise di non attaccare i francesi nel passo di Valleoscura, benché avesse potuto compiere una vera carneficina per le favorevoli condizioni geologiche del passo. All'arrivo presso Castel di Sangro, i francesi trovarono la strada sbarrata da barricate, mentre in paese il popolo aveva sbarrato porte e trasformato le chiese ed i conventi in vere fortezze militari. Il generale Thiébault attaccò Castel di Sangro, e dopo sanguinosi combattimenti riuscì ad espugnarla, avendo perso però moltissimi uomini. Altri uomini mandati da Sulmona in soccorso dei francesi dalla brigata di Monnier, vennero uccisi dal freddo inverno presso Pettorano, moderno assiderati.

## Il Risorgimento e il primo Novecento

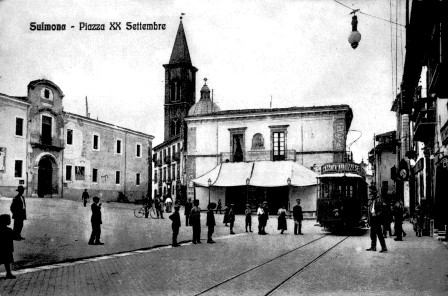
Piazza XX Settembre in una foto d'epoca

Nel 1806 Napoleone Bonaparte decretò la fine del feudalesimo, quando il Regno di Napoli passò in mano al fratello Giuseppe Bonaparte, Sulmona entrò in un distretto proprio, compreso nella provincia di Abruzzo ulteriore secondo; nel 1815 Ferdinando IV di Borbone (ossia Ferdinando I delle Due Sicilie) divenne sovrano del neocostituito Regno delle Due Sicilie. Nel frattempo la svendita dei feudi in Abruzzo vide svilupparsi l'economia capitalistica delle maggiori città di L'Aquila, Avezzano, Cittaducale e Sulmona. Il rapporto tuttavia tra clero, contadini e sovrano di Napoli si andò guastando sempre più, quando nel 1820 iniziarono i primi focali carbonari a Nola, Avellino e Salerno. Presso Sulmona e la Marsica, in un primo momento prese l'iniziativa carbonara don Pierantonio Sipari da Pescasseroli, ex murattiano, quando si propose di vendere per via di Giandomenico Cerri il comune di Avezzano (26 luglio). Nel primo gruppo carbonaro marsicano figuravano il Gran Maestro Gialloreto Tomassetti, e personaggi delle famiglie Alojsi, De Clemente, Spina, Porcari, Jatosti, Lanciani, Mosca, Brogi, Ranieri, Mattei e via dicendo. La legge costituzionale prevedeva un deputato ogni 70.000 abitanti e nell'Abruzzo Ultra II (attuale provincia aquilana) si riuscirono a eleggere quattro rappresentanti del Parlamento Nazionale: Antonio Ferrante, Giuseppe Coletti, Valerio Mancini, Giampietro Tabassi, e il mazziniano don Francesco Saverio Incarnati. I tentativi di svecchiamento dell'antico regime monarchico borbonico terminarono il 29 gennaio 1821, quando Ferdinando I si rimangiò la parola della promulgazione della costituzione, scatenando tumulti popolari a Napoli e in Sicilia, mentre il Papa-Re di Roma firmava scomuniche per tutti i giacobini-mazziniani. Dopo la sconfitta dell'esercito costituzionale mazziniano il 7 marzo 1821 nella battaglia di Antrodoco, le truppe austriache di Giovanni Filippo Frimont entrarono prima a L'Aquila e poi nella Marsica, costringendo i carbonari alla fuga. Mentre ad Avezzano si instaurava un regime atto a perseguire ogni tentativo di liberalismo, a Sulmona figurò il tipografo Ubaldo Angeletti, arrestato e poi rilasciato per sospetto di affiliazione alla carboniera. Il clima, benché i principali eventi della carboneria abruzzese si consumarono tra L'Aquila e Avezzano, era sempre teso anche nella valle Peligna, dove ad esempio nel dicembre 1814 fu decapitato il carbonaro Gaetano Cercone di Pacentro, il quale organizzò una congiura per far cadere il governo.

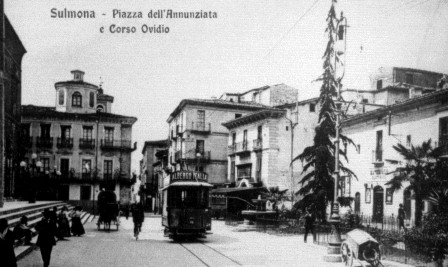
Piazzetta dell'Annunziata sul corso Ovidio in una foto del primo '900

Nel corso del 1848 e del 1860 a Sulmona figurò il pensatore Panfilo Serafini, nato nel 1817, e studiò retorica e filosofia nel seminario vescovile di Sulmona. Completò la formazione a Napoli nel 1838, seguendo la scuola di Pasquale Galluppi, che introdusse in Italia la filosofia di Immanuel Kant. A Napoli, Serafini divenne giornalista presso "Il progresso", nel 1846 insegnò nel seminario dell'abbazia di Montecassino, per poi tornare a Sulmona come insegnante di lettere e filosofia. Il suo insegnamento si ispirava ai principi liberali, condivisi da altri connazionali abruzzesi come Silvio Spaventa, Cesare de Horatiis e Clemente de Caesaris. Nel 1849 l'istituto dove Serafini insegnava le sue teorie venne chiuso dal re, e il maestro dovette subire l'esilio. Ciò accadde nella notte del 27 aprile 1849, quando venne affisso un manifesto con dei versi che ridicolizzavano la politica repressiva di Ferdinando II delle Due Sicilie. Serafini si rifugiò prima ad Introdacqua, e poi a Roma, dove venne arrestato l'11 novembre 1853, incarcerato a L'Aquila insieme ad Ubaldo Angeletti. L'anno successivo la corte dell'Aquila lo condannò a 20 anni di lavori forzati e pagamento di 200 ducati. Alla fine Serafini scontò solo 5 anni prima a Montefusco, poi Montesarchio. Graziato nel 1859 per essersi ammalato di tisi, si ritirò a Chieti, e poi nel 1861 tornò a Napoli, divenendo Ispettore Distrettuale degli Studi di Napoli. Morì a 47 anni nel 1864.
Sulmona nel 1860 accolse calorosamente la visita di Vittorio Emanuele II in viaggio per Chieti e Pescara a cavallo, lungo il percorso dal Nord Italia a Teano per incontrare Garibaldi, e venne firmata la petizione popolare per l'annessione al Regno d'Italia.

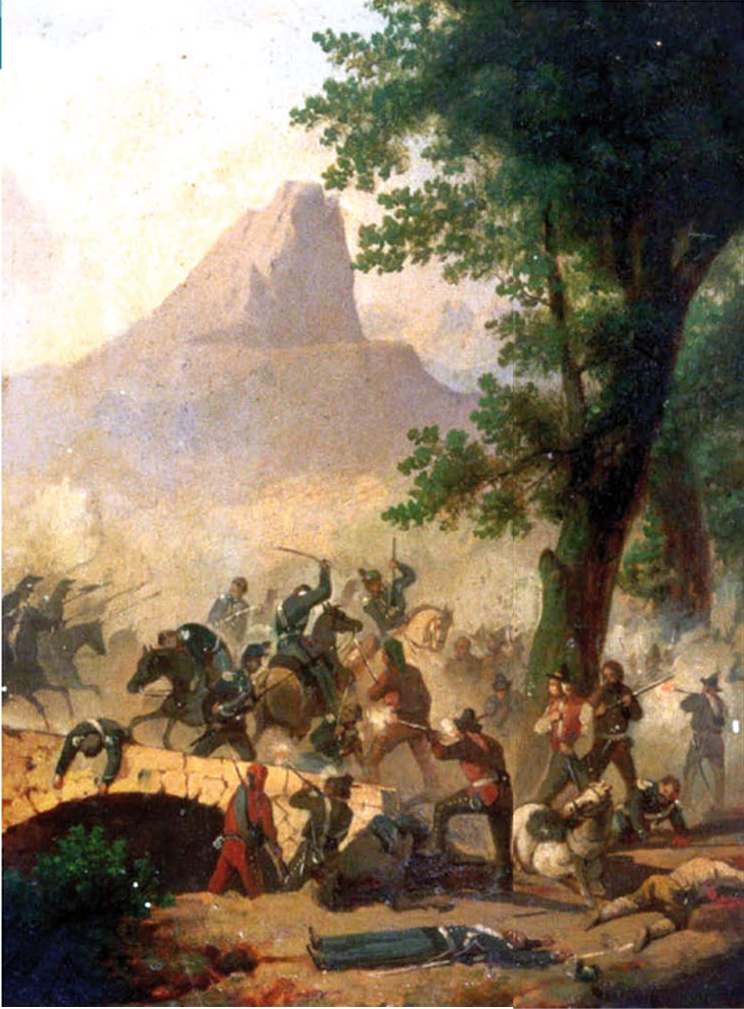
Un dipinto di anonimo ritraente una scena di combattimento tra briganti e piemontesi

Nonostante i primi clamori di gioia per far parte del nuovo Regno unificato, anche in Abruzzo si fecero evidenti i segni del malcontento popolare per la crisi economica. E presto anche la valle Peligna venne funestata dal fenomeno del brigantaggio postunitario; anzi ne divenne uno dei covi principali presso la montagna Maiella, dove si costituì la "banda della Maiella". Nel 1861 una banda di oltre 50 membri imperversò nell'Abruzzo Citeriore, da Caramanico Terme a Guardiagrele, da Palena a Salle, da Pereto a Roccacasale. La comitiva brigantesca suscitò panico tra la popolazione, poiché le imboscate erano frequenti, con saccheggio del bestiame, sequestri di persona, estorsioni e omicidi isolati, ma raccolse anche l'adesione di scontenti braccianti del contado. A Sulmona si crearono barricate difensive presso le mura, che venne rifortificate, e ripristinando per un momento Porta Sant'Agostino all'ingresso della città. I briganti più noti della zona furono Domenico Valeri, alias "Cannone" e Croce di Tola, i quali insieme ai loro accoliti trovavano facile rifugio nelle cave e nelle gole della Maiella, dove spartire il bottino dopo le razzie. Tra i briganti più temuti nel 1861 c'era Antonio La Vella di Sulmona, che capitanava la "banda dei Sulmontini", che operò solamente nella valle Peligna, fino al Bosco di Sant'Antonio di Pescocostanzo, e non superò i 30 elementi. Attivissima fu la banda degli Introdacquesi, che aveva rifugio sul Monte Plaia, e presso Scanno, capeggiata da Pasquale Mancini, il quale con Luca da Caramanico emerse tra le file dei carcerati latitanti, insieme agli sbandati dell'esercito borbonico.
Nei dintorni di Pacentro, Roccacasale, Pratola Peligna e Popoli si compivano svariati omicidi, sequestri di persona, e il bandito più famoso di queste bande fu Primiano di Campo di Giove, preso e ucciso nel 1866, che portò le sue scorribande fino ai confini di Chieti e del Molise di Venafro. Vincenzo Tamburrini, nel circondario di Sulmona, non compì omicidi, ma solo ruberie, e si fece beffe dei carabinieri presentandosi in vari travestimenti. La banda più longeva fu quella di Croce di Tola da Roccaraso, sciolta nel 1871 per cattura del capo, fucilato l'anno seguente. La repressione avvenne per via dell'esercito piemontese, anche se fu faticosa e dura alle pendici della Maiella, dove venne costruito un piccolo fortino del Blockhaus, sopra il monte di Pretoro. In questa zona, al confine con Caramanico Terme e Serramonacesca, i banditi scolpirono la cosiddetta "tavola dei briganti" sul calcare della Maiella, che recita: Leggete la mia memoria per i cari lettori. Nel 1820 nacque Vittorio Emanuele Re d'Italia. Prima era il regno dei fiori, ora è il regno della miseria, con una serie di nomi degli affiliati alle varie bande.
Nel secondo Ottocento, Sulmona, nonostante la crisi economica, non attraversò anni bui, anzi la modernizzazione della città portò grandi benefici, ancora oggi visibili, come la costruzione del nuovo acquedotto, che terminava sotto piazza Garibaldi (intitolata al patriota nel 1880) dove venne eretta la fontana monumentale; le mura vennero smantellate per permettere l'espansione delle case coloniche, vennero costruite caserme nuove, istituti di studio, il campo incolto davanti al Duomo venne bonificato e fu costruita la villa comunale per il passeggio, venne creato lo slargo all'ingresso del corso dedicato a Vittorio Emanuele, e costruiti nuovi ponti sopra il Gizio e il Vella. Alla fine del secolo venne inaugurata anche la ferrovia Sulmona-Isernia (1897), presso la cui stazione arrivava la strada ferrata dall'Aquila (1882) che passava per Avezzano, e dalla città peligna venne costruito un secondo ramo che portava fino a Pescara passando sotto lo scalo di Chieti.
Nel corso del Novecento, presso Castel di Sangro (1912-1915) venne costruita la nuova tratta ferrata della ferrovia Sangritana, che dalla montagna delle Cinque Miglia avrebbe collegato i comuni della Maiella orientale fino al mare di San Vito Chietino, attraversando l'importante città di Lanciano. Nel 1915 la città fu danneggiata, non particolarmente, dal grave terremoto di Avezzano che sconvolse completamente la Marsica, radendo al suolo intere città.

### Il fascismo e il terremoto del 1933

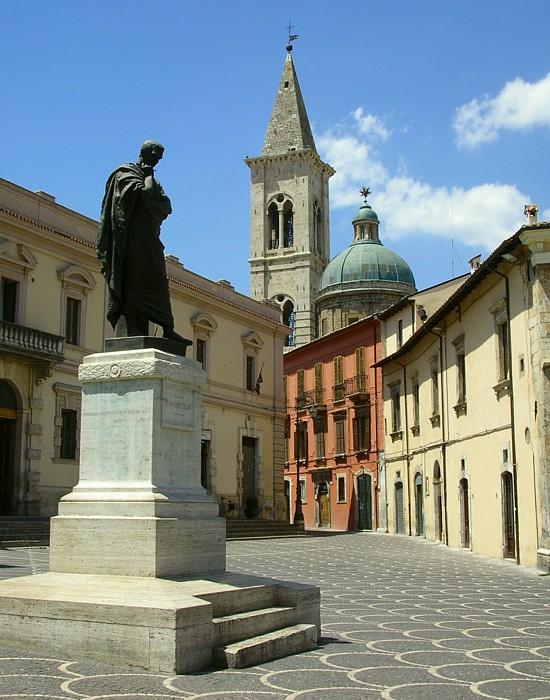
Piazza XX Settembre con la statua di Ovidio, costruita nel 1925 da Ettore Ferrari

Nel 1922 Sulmona accolse il podestà, incaricato dal governo fascista di amministrare la città. Il fascismo e Sulmona si integrarono abbastanza pacificamente, nonostante sporadici episodi di violenza e protesta. La politica continuò a promuovere le attività economiche principali, come la transumanza, l'artigianato, le prime industrie, e soprattutto l'attività confettiera iniziata nel 1783 dalla famiglia Pelino. Nel 1925 venne inaugurato il monumento a Ovidio nella Piazza XX Settembre, e negli anni seguenti furono costruiti edifici ancora oggi visibili, come lo stadio Francesco Pallozzi, l'ex Casa del Fascio in via Gramsci, la costruzione del palazzo dei grandi magazzini all'ingresso del corso, con i portici in stile razionalista. Nell'ottobre 1929 però ci fu una dimostrazione di 2000 persone contro l'inasprimento delle tariffe del dazio, e il commissario prefettizio venne preso a sassate, due carabinieri restarono feriti, e 13 furono gli arresti.
A rendere la situazione molto tesa fu anche un ennesimo terremoto. La mattina presto del 26 settembre 1933, verso l'una di notte, ci fu una scossa con epicentro nella Maiella, e alle 3 una seconda più forte fu avvertita sul versante orientale dei comuni di Palena e Lama dei Peligni. Alle ore 4 la terza, più forte, causò i danni maggiori, classificata del IX grado della scala Mercalli, cioè distruttiva. I danni maggiori si ebbero a Lama, Palena, Taranta Peligna, Colledimacine, Fara San Martino, Gessopalena, Civitella Messer Raimondo, mentre i comuni a ridosso del versante occidentale come Roccacasale, Pacentro, e Popoli non ebbero particolari danni. Al contrario rilevanti danni si ebbero a Caramanico, dove il castello venne abbattuto, e a Salle vecchia, il cui antico abitato sprofondò a valle, rendendosi necessaria la costruzione di un villaggio completamente nuovo, chiamato Salle del Littorio. L'ospedale di Popoli fu seriamente danneggiato, i morti furono in tutto dodici, 65 i comuni colpiti dal sisma. Il resoconto degli edifici danneggiati o inagibili ammontava alle 10.000 case, e il governo in brevissimo tempo stanziò dei fondi per una celere ricostruzione, predisponendo un ufficio speciale del Genio Civili a Chieti, tuttora esistente. i lavori iniziarono il 7 ottobre 1933, e si conclusero già a dicembre.
Il fascismo a Sulmona terminò la sua storia, prima della collaborazione nazi-fascista nel 1943-44, con l'assassinio dell'anarchico sulmonese Carlo Tresca a New York il 9 gennaio 1943, fiero oppositore del fascismo nell'America, dove impedì le adesioni degli italiani al partito.

## Seconda guerra mondiale

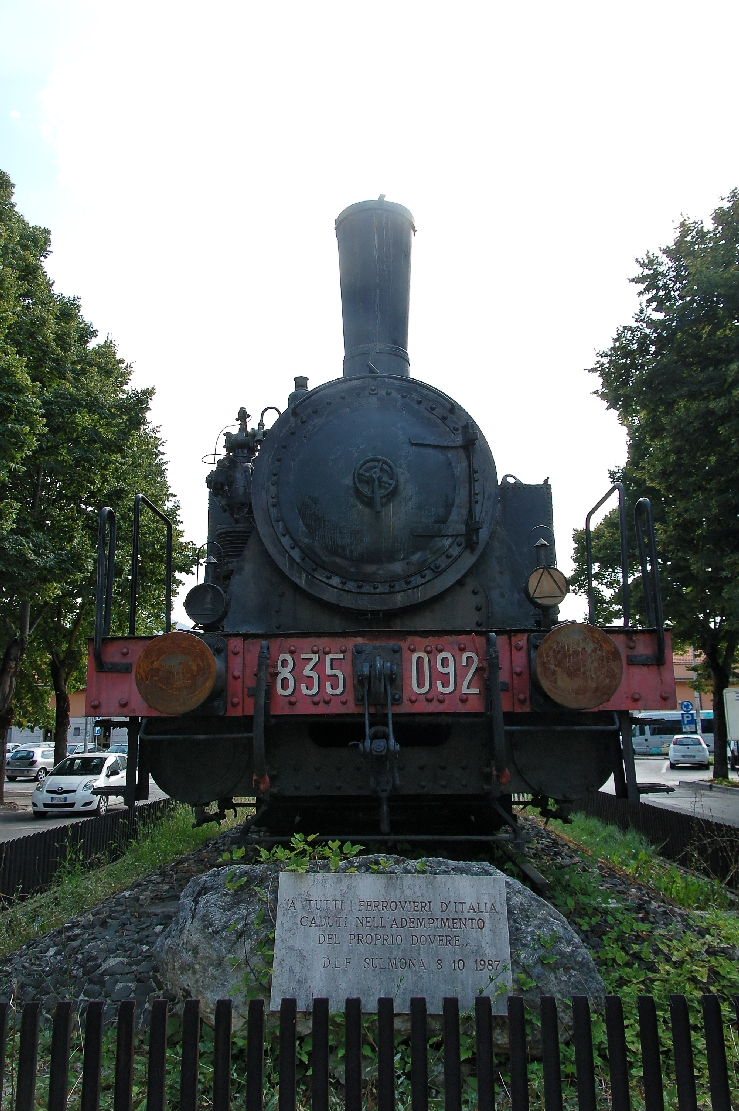
Il Monumento ai Ferrovieri Caduti del 27 agosto 1943

Durante l'occupazione tedesca, Sulmona assunse un ruolo importante per la mobilità delle truppe e dei materiali bellici, per via dello snodo ferroviario delle quattro linee dirette a Roma (via Avezzano), Pescara, Napoli (via Castel di Sangro), e Terni (via L'Aquila). A poca distanza a Pratola Peligna sorgeva uno stabilimento adibito a polveriera per la fabbricazione di munizioni, e ciò risultò un buon centro di acquartieramento delle truppe, e successivamente per la cattura di prigionieri politici, e di combattenti nemici da internare in campi di lavoro, data l'asprezza del territorio del Morrone. Sulmona si trovava inoltre nei pressi della "linea Gustav" fortificata dai tedeschi da Ortona fino a Cassino, e ciò comportava il rischio di incursioni aeree degli alleati, incursione che ci fu il 30 agosto 1943 presso la stazione ferroviaria. Il campo numero 78 di Fonte d'Amore venne costruito per imprigionare i militi anglosassoni, provenienti soprattutto dalle operazioni belliche in Africa, e venne realizzato ampliando un campo di guerra già esistente per le operazioni belliche del 1915-18. Il campo di prigionia fu inaugurato nel 1940 e continuò la sua attività fino al settembre 1943, quando dopo la notizia dell'armistizio, le guardia e i gerarchi nazifascisti abbandonarono il controllo della città, permettendo l'evasione di massa dei prigionieri, che furono aiutati dai pastori e dai cittadini locali a scalare la montagna, per raggiungere le città di collina e di pianura, nonché il gruppo ribelle della "Brigata Maiella", che preparava l'attacco contro i nazisti. Tuttavia da parte dei tedeschi che avevano il comando in città ci furono vari rastrellamenti di dissidenti politici e cospiratori contro il governo nazifascista, che favorivano la fuga dei prigionieri. Il campo oggi è in abbandono, benché sia ancora conservato, ed è costituito da una grande muraglia perimetrale che cinge il campo vero e proprio con le baracche dei prigionieri molto semplice, dal tetto a spioventi, e la baracca maggiore dove c'era la sede delle massime autorità.

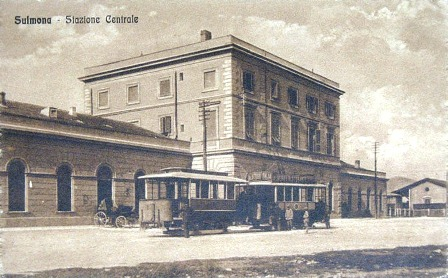
La stazione centrale prima del bombardamento americano del 1943

Nella tarda serata del 13 settembre 1943, dopo l'armistizio dell'8, giunsero a Sulmona i tedeschi. Il 14 venne affisso nei comuni della vallata il primo manifesto del comitato militare germanico. Il 23 un manifesto del commissario prefettizio invitò la popolazione alla "scrupolosa obbedienza", mentre nasceva a Salò la Repubblica Sociale Italiana. Il carcere della Badia fu svuotato, e i detenuti politici che vi erano rinchiusi furono condotti presso la stazione, e caricate per partire verso i campi di sterminio della Germania. Tra di essi c'era anche il giornalista Giovanni Melodia, che raccontò nelle sue memorie come i detenuti del carcere riuscirono a liberarsi, poiché le guardie avevano abbandonato le loro postazioni. I prigionieri studiarono il percorso da seguire lungo il Morrone, ma al momento di giungere presso l'ufficio del direttore, furono accolti a fucilate: 5 furono i morti e 8 i feriti. Quando giunsero i tedeschi il direttore del carcere abbandonò la postazione, facendo fuggire dapprima i prigionieri politici britannici, che furono ospitati nelle campagne dalla popolazione. I restanti prigionieri, tra cui il Melodia, furono fatti uscire dalla pattuglia di tedeschi giunta a Sulmona, e fatti sfilare lungo la stazione per la nuova destinazione.
Il 27 agosto 1943 la stazione era stata bombardata dagli aerei anglo-americani per bloccare il passaggio delle merci. Rimasero uccisi 100 uomini, tra cui i ferrovieri, per cui venne innalzato nel dopoguerra un monumento speciale. Il 30 maggio 1944, quando la stazione era stata in parte ripristinata, un nuovo bombardamento alleato distrusse completamente la stazione, rendendo inservibili i binari. 52 furono i morti. Benché Sulmona non abbia subito la distruzione casa per casa della tecnica della "terra bruciata", adottata dai tedeschi per arrestare l'avanzata americana nei vari borghi della "linea Gustav", a cominciare dalla città di Ortona, ci furono ugualmente dei morti per rappresaglia nazista, o per mitragliamento degli aerei americani, che attaccavano a sorpresa, per cogliere impreparati i tedeschi. Il 30 maggio 1944 ci fu un mitragliamento violentissimo degli alleati, che forse scambiarono Piazza Garibaldi con Piazza XX Settembre, e uccisero 50 civili, tra i quali dei tedeschi che avevano fatto da scudo umano per il loro generale, tutti ammucchiati ai piedi della statua di Ovidio. Il mitragliamento di quel giorno interessò anche Piazza Garibaldi, nella zona dell'acquedotto, dunque una postazione abbastanza scoperta, dove delle ragazze fecero da scudo umano per salvare la vita a un bambino.

## Dal secondo dopo guerra all'attualità
(Anonimo, da un canto delle giornate di Jamm' mò)
Dopo la liberazione americana, la città si riprese abbastanza in fretta, divenendo uno dei maggiori centri di produzione dell'Abruzzo centrale, grazie anche al ripristino della ferrovia. Negli anni '50 vennero costruite nuove infrastrutture fuori le mura, i primi impianti industriali nella campagna verso Pratola, e nuove vie di comunicazioni statali.
Significativi furono gli episodi delle rivolte contadine degli anni '50, culminate nella Marsica con l'eccidio di Celano. A Sulmona la sommossa durò dal 2 al 3 febbraio 1957, al grido dell'espressione dialettale "Jamm' mò" (Andiamo ora!). A scatenare le sollevazioni della popolazione fu la soppressione del Distretto militare, un colpo grave all'importanza amministrativa della città, in un contesto politico abruzzese che stava lentamente minando tutte le comunità di montagna, L'Aquila compresa, per concentrate tutte le risorse verso la costa di Pescara, Vasto e Montesilvano. La sollevazione sulmonese ebbe eco in tutta Italia, tanto che dall'Aquila giunsero reparti corazzati e l'esercito in assetto da guerra. Il prefetto aquilano Ugo Morosi venne invitato a lasciare la città, ma si diresse verso il comune, e ciò fu visto dai cittadini come una provocazione. Il Palazzo San Francesco con il sindaco dimissionario Panfilo Mazzara venne preso d'assalto, ma alla pronta reazione dell'esercito, la popolazione iniziò a filare per le vie della città, al grido di "Jamm mò!". Tuttavia le giornate di Sulmona si conclusero con il trasferimento a Chieti del servizio militare, e con il depotenziamento della caserma Battisti.

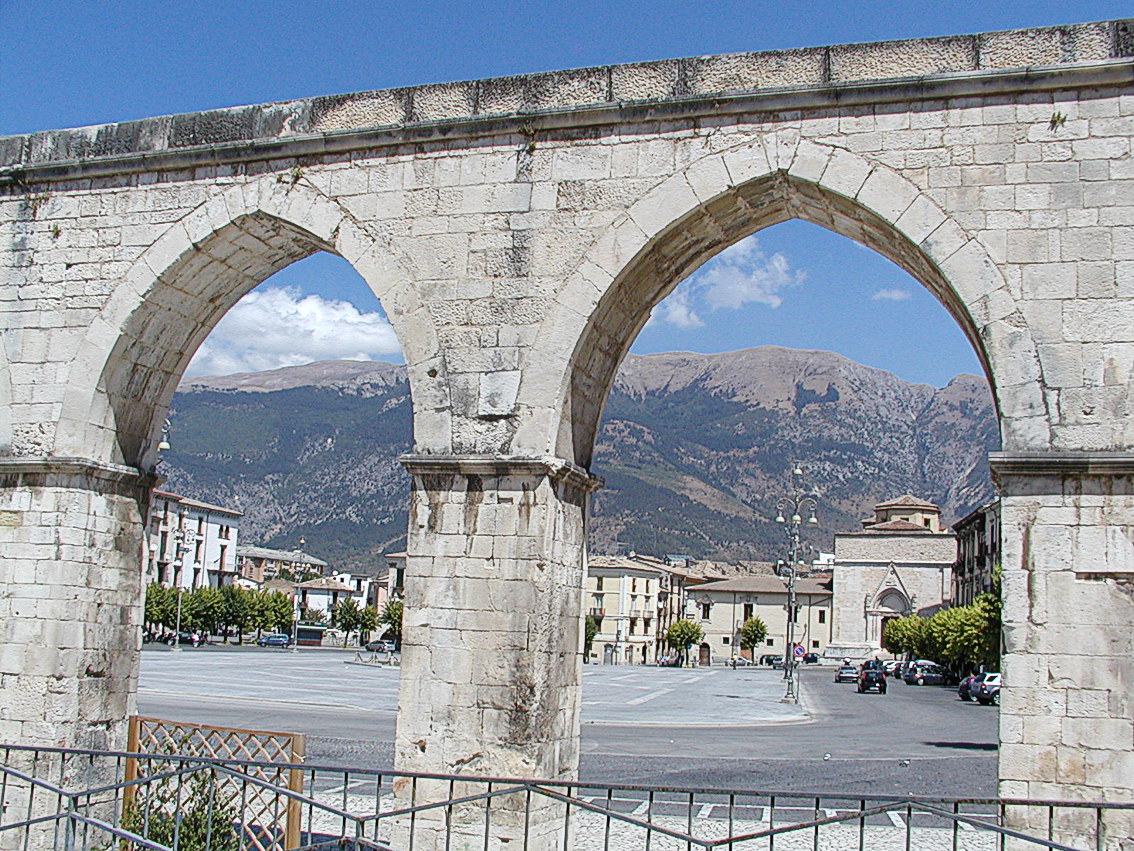
Archi dell'acquedotto medievale: il punto dell'incidente del 3 giugno 1979

Nel 1979 un altro fatto increscioso colpì la città, poiché il 3 giugno una comitiva di tifosi aquilani che andava a Cassino per la partita della promozione in C2, avvenne un grave incidente presso gli archi dell'acquedotto medievale. L'autobus dei ragazzi tifosi, in segno di sfregio goliardico verso la città, si apprestò a passare sotto uno degli archi, ma essendo troppo largo, rimase incastrato nelle mura, e sporgenti dal finestrino c'erano le teste di 4 tifosi: Carlo Dionisi, Maurizio Climastone, Paolo Centi e Carlo Risdonne, che morirono sul colpo. Oggi una lapide commemorativa è scolpita sotto l'arco dell'acquedotto dove si consumò la tragedia, a ricordo dell'avvenimento così triste.
Nel corso degli anni successivi Sulmona migliorerà l'offerta ricettiva per il turismo culturale (molto frequentati gli aventi della Giostra cavalleresca sulmonese, della Processione del Venerdì santo e della Madonna che scappa il giorno di Pasqua) e gastronomico, vista la sempre più crescente importanza del confetto sulmontino, per cui non solo la famiglia Pelino si adoperò per una produzione sempre più crescente, ma fu spalleggiata anche dalla famiglia Cocco, e dalla ditta Marcone. Nel 1991 Sulmona insieme a Guardiagrele divenne sede amministrativa del parco nazionale della Maiella, che ha notevolmente contribuito a migliorare l'offerta turistica dell'hinterland. Tuttavia alcuni mali che affliggono la società odierna sono la stagnante situazione economica, e il semi-isolamento economico causato dalle montagne, e dal fatto di altre realtà economiche come L'Aquila ed Avezzano, il che ha causato un lieve spopolamento, e una stagnazione socio-amministrativa che lascia trasparire un clima di decadenza.